# Deschambault-Grondines
Deschambault-Grondines est une municipalité située dans la MRC de Portneuf (Municipalité régionale de comté), dans la région de la Capitale-Nationale, au Québec, Canada.
Deschambault-Grondines a été créée en 2002 par la fusion des villages de Deschambault et de Grondines. Elle est membre de la Fédération des Villages-relais du Québec.

## Deschambault

### Histoire
Le village de Deschambault est situé dans la partie est de la municipalité. Il tient son origine de la seigneurie de Chavigny, concédée en 1640 par la Compagnie de la Nouvelle-France. En 1671, Jacques-Alexis Fleury, sieur Deschambault, épouse l'héritière de la seigneurie et il en devient propriétaire en 1683 par un échange de terres. Il donne alors son nom à son nouveau domaine. La paroisse Saint-Joseph-de-Deschambault est fondée en 1713 et érigée canoniquement en 1753. La municipalité de paroisse est créée en 1855, et la municipalité de village s'en sépare en 1951. Ces deux entités se regroupent à nouveau en 1989.

« Historiquement, le noyau villageois de Deschambault s'est développé sur le cap Lauzon, une pointe de terre surplombant le fleuve Saint-Laurent, nommée ainsi en l'honneur de Jean de Lauzon, qui fut gouverneur de la Nouvelle-France. La localisation des premiers établissements sur le cap s'explique par un ensemble de facteurs. Ainsi, la vue que procure cet endroit sur le fleuve et les rapides Richelieu situés juste en face confèrent un caractère stratégique à ce lieu de l'avis des grands voyageurs et des militaires de l'époque. »

— Odonymie Deschambault-Grondines, 2008.

« À une certaine époque, on disait qu'il y avait à Deschambault « un pilote à toutes les deux maisons ». Très tôt, le goût de la mer » s'y est développé, car le Saint-Laurent a longtemps représenté la seule voie qui permettait d'accéder au village. « Tout se passait sur le fleuve ! » lance d'emblée le coordonnateur du Comité des navigateurs de Deschambault, l'abbé Jacques Paquin. « Même après l'ouverture du chemin du Roy, une route jugée difficile, la voie maritime a continué pendant un bon bout de temps d'être davantage utilisée que la voie terrestre. »

— Deschambault, un village de navigateurs, Le Soleil.

Deschambault patrimoine bâti
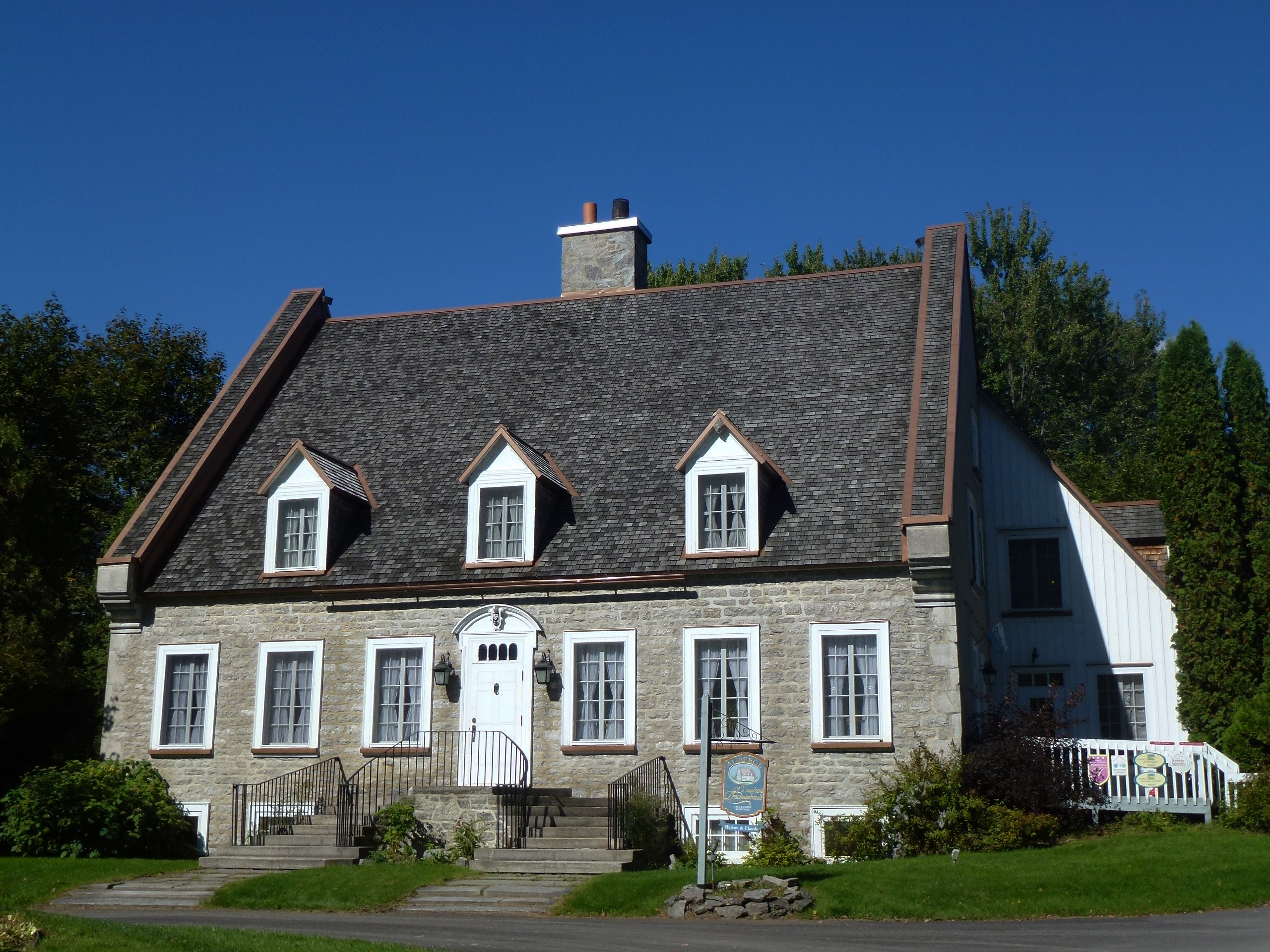
Maison du navigateur Jean Boudreau,famille de Louis-Michel Viger, Denis-Benjamin Viger, et Louis-Joseph Papineau, 128, chemin du Roy
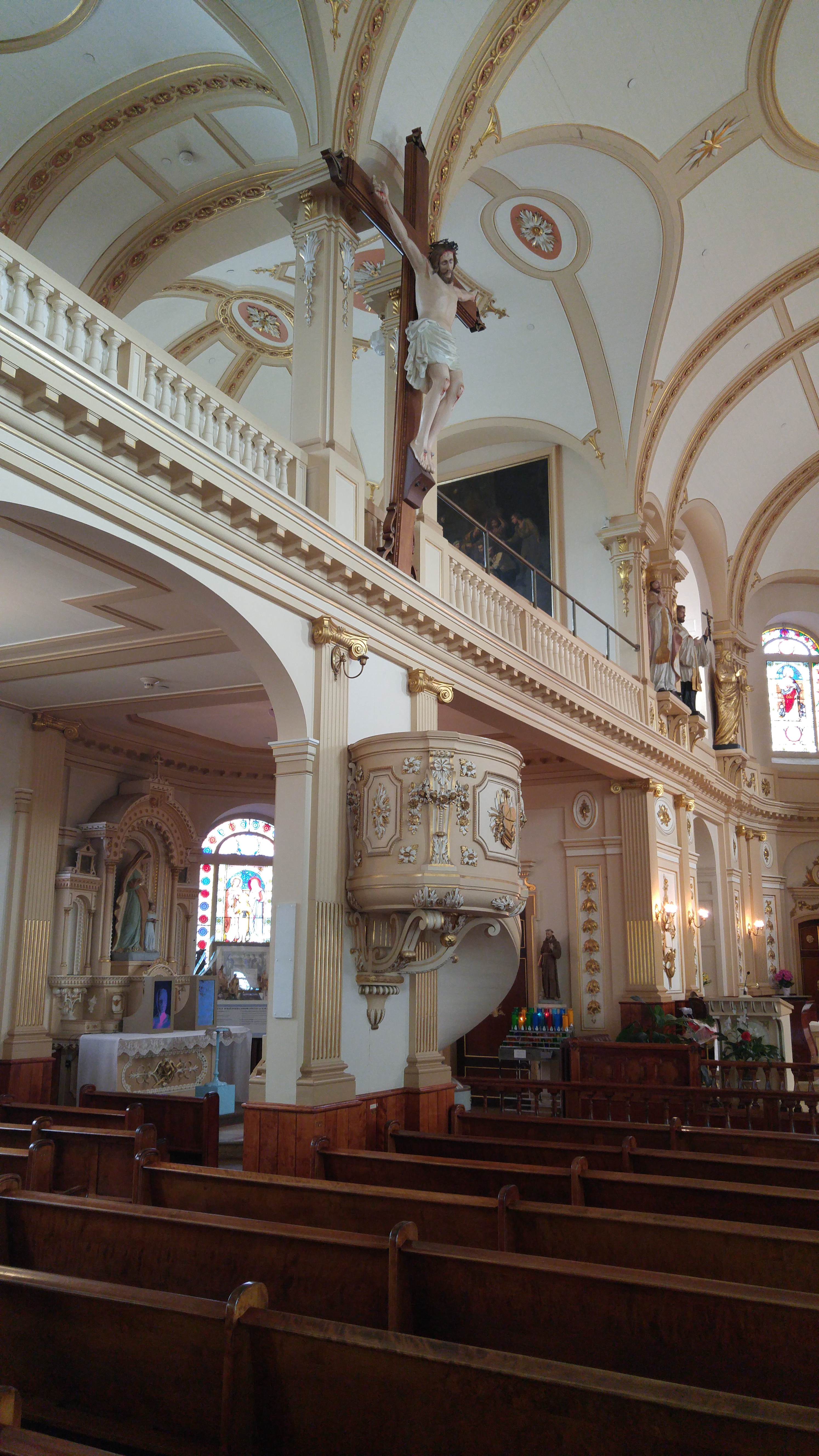
Église Saint-Joseph de Deschambault, rue de l'Église
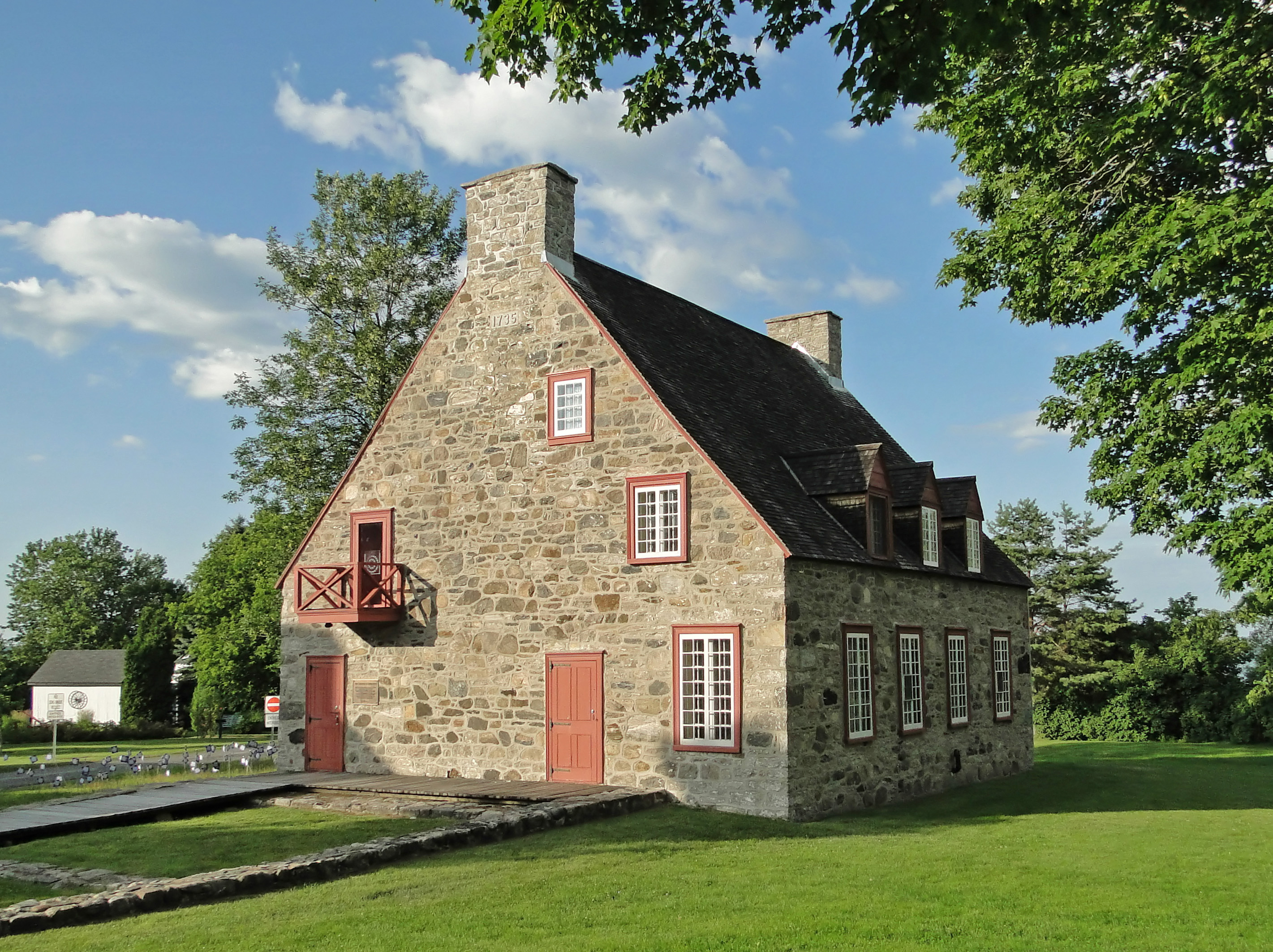
Vieux presbytère, rue St Joseph
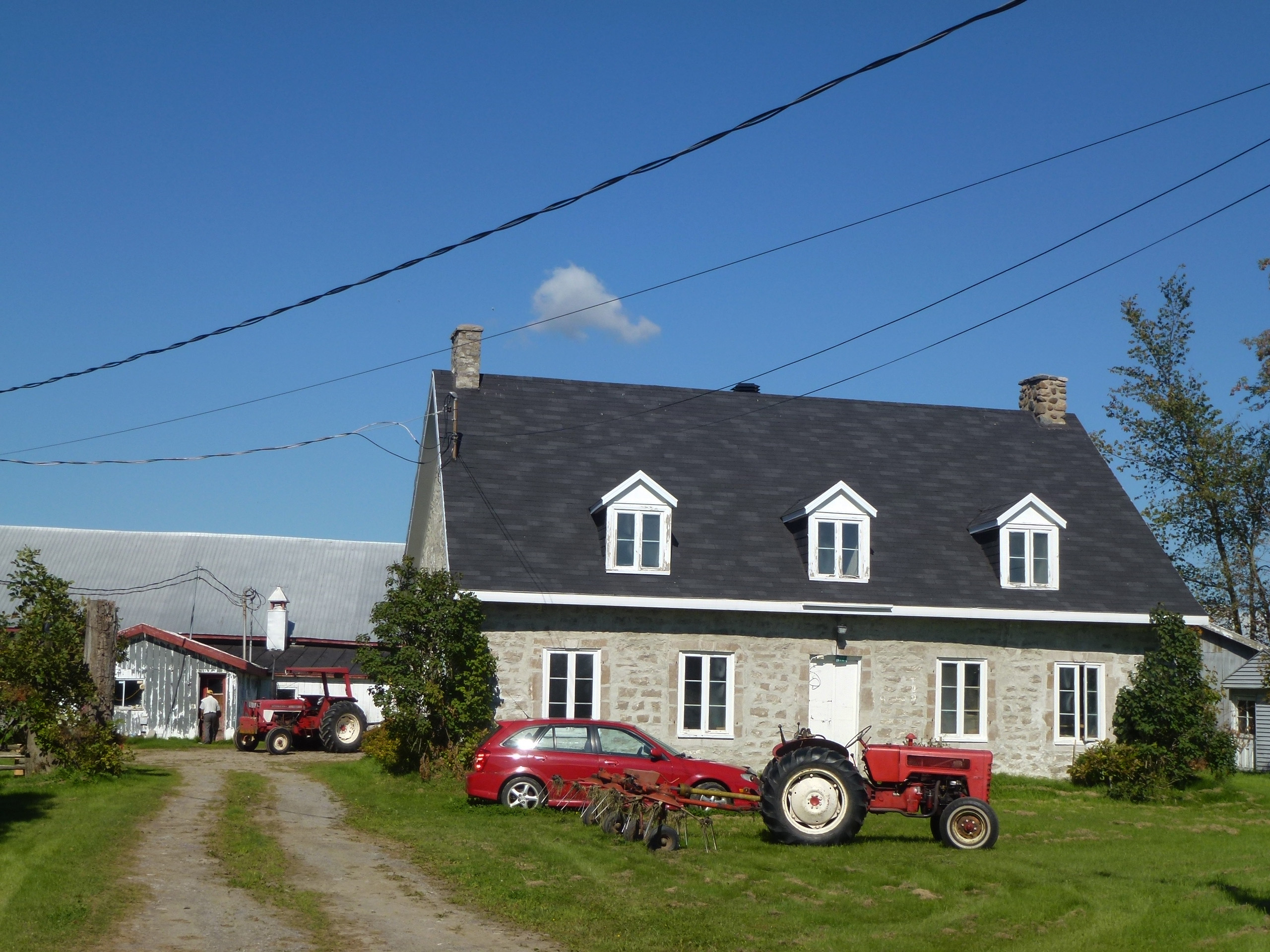
Maison Delisle, chemin du Roy

## Grondines

### Histoire
Le village de Grondines occupe la partie ouest de la municipalité. Le nom « Grondines » a été attribué par Samuel de Champlain lui-même. Ce nom apparaît sur une carte de 1632, il proviendrait soit du bruit produit par l'eau du fleuve sur les battures de gros cailloux, une explication de Benjamin Sulte, suggère que les cascades bruyantes de la rivière Sainte-Anne, sur le territoire initial de la seigneurie, auraient provoqué un bruit assimilable à un grondement.
La Seigneurie des Grondines est l'une des plus anciennes du Québec, et a été initialement octroyé par la Compagnie de la Nouvelle-France en 1637, à la Duchesse Marie-Madeleine de Pontcourlay, dame d'atours de la reine Marie de Médicis, et nièce du chef d'état de Louis XIV, le Cardinal Richelieu, Duc de Fronsac. Le fief occupait alors une superficie de 233 kilomètres carrés ou près de 60 000 acres,.
En 1646, le Gouverneur de la Nouvelle-France de l'époque, Charles de Montmagny, donna la concession aux religieuses hospitalières, administratrices de l'Hôtel-Dieu de Québec, sous les directions de père Jérôme Lalemant, puis en 1683, les religieuses la revendirent au seigneur Jacques Aubert,. Étant le beau-père de Louis Hamelin, la seigneurie passera à la famille Hamelin qui en resteront les seigneurs jusqu'en 1797,. La première confirmation de Grondines fût célébré en 1676 par Monseigneur de Laval, évêque de Québec et membre de la Maison de Montmorency.
Deux fils, François et René Hamelin, marrièrent les filles du seigneur François Dumontier de Paris, premier secrétaire du gouverneur général de la Nouvelle-France, Philippe de Vaudreuil,,. En 1698, Louis de Buade, comte de Frontenac (Chateau Frontenac), leur accorde des concessions pour agrandir la seigneurie, incluant dorénavant des îles, îlets et battures. D'autres concessions sont accordées en 1711 par le gouverneur Philippe de Rigaud, Marquis de Vaudreuil.

L'église, le presbytère et le cimetière font partie de l'îlot paroissial et constituent l'ensemble patrimonial villageois
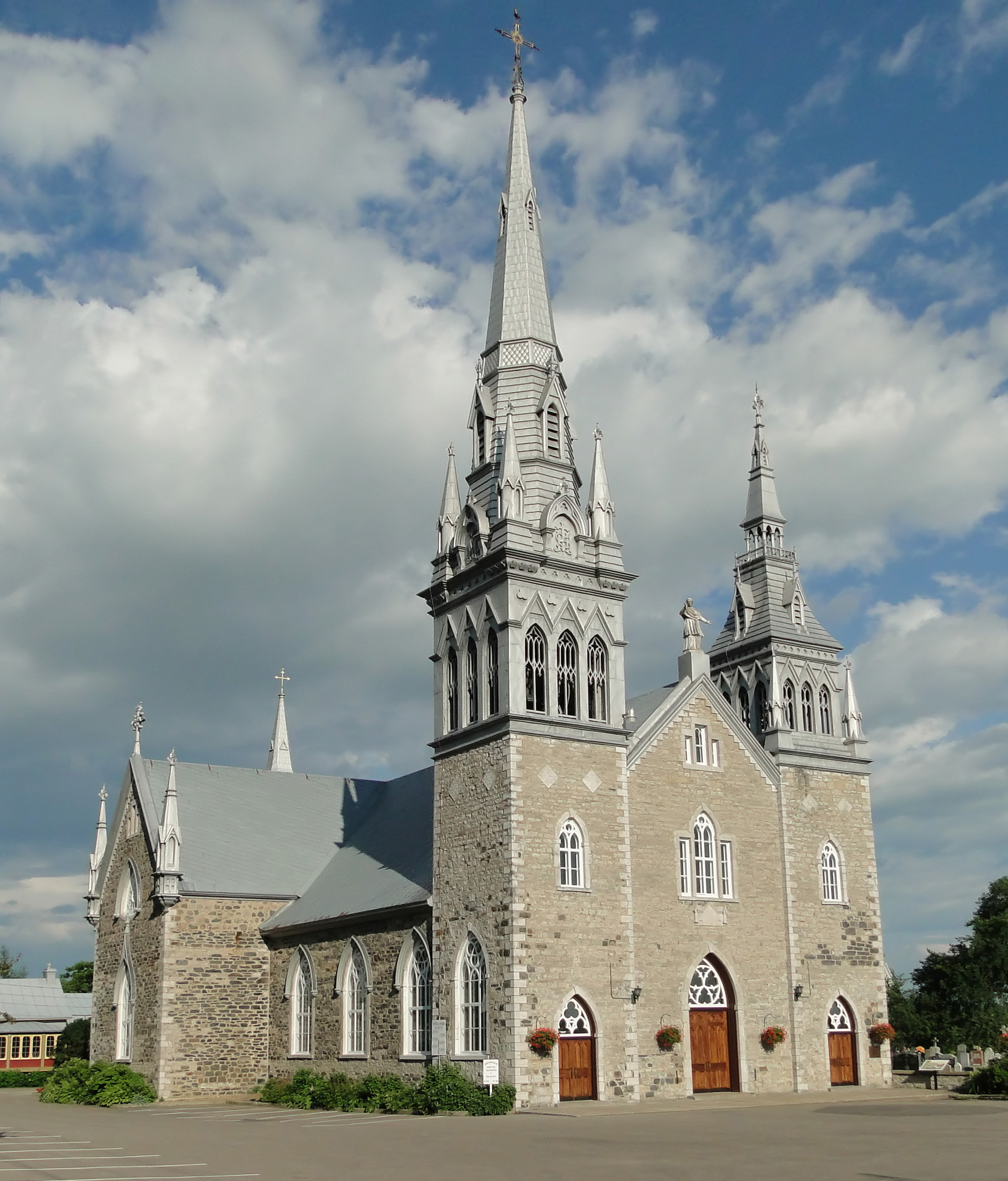
Église Saint-Charles-Borromée, chemin Sir-Lomer-Gouin
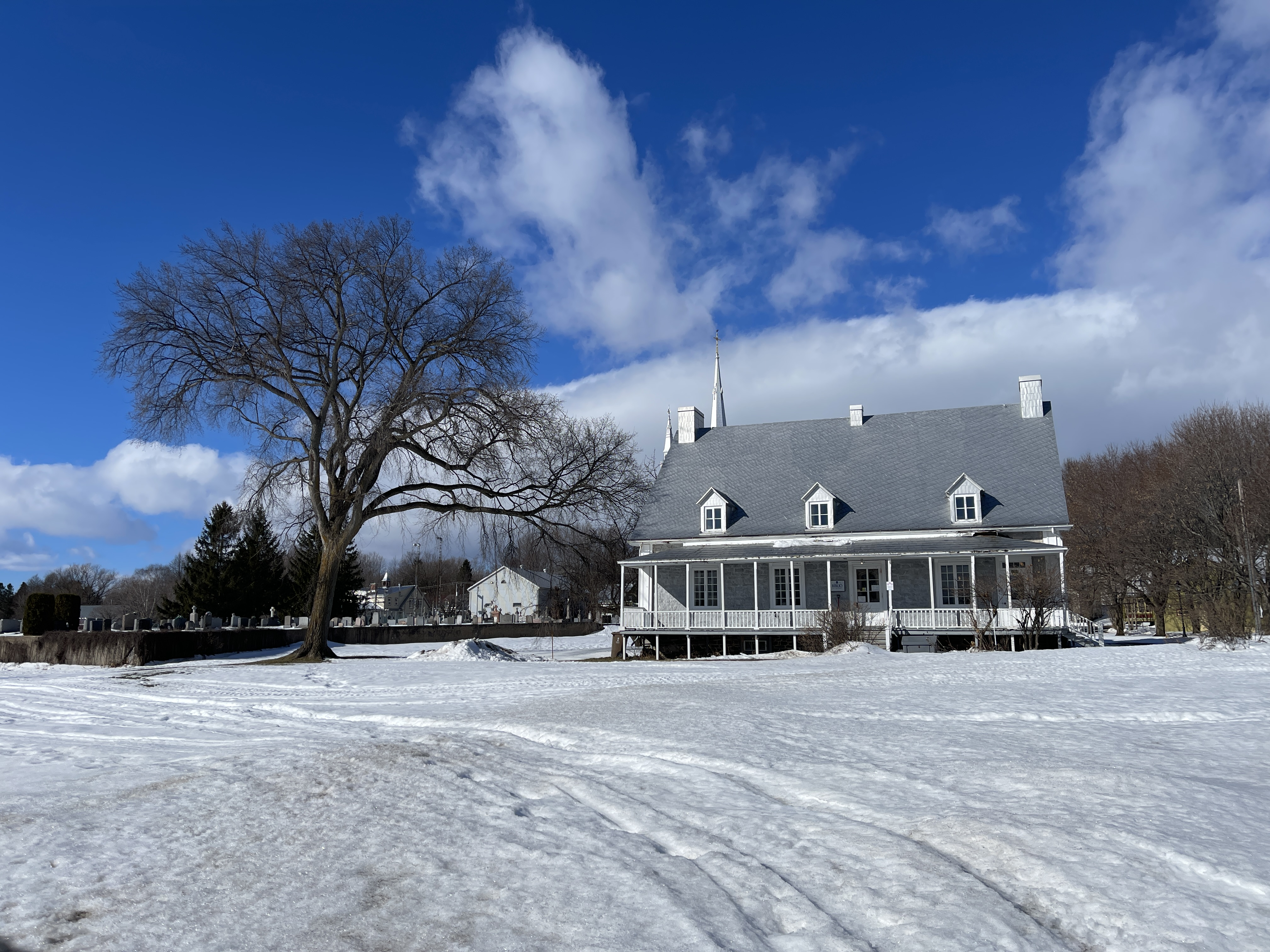
Presbytère de Saint-Charles-des-Grondines, chemin du Roy
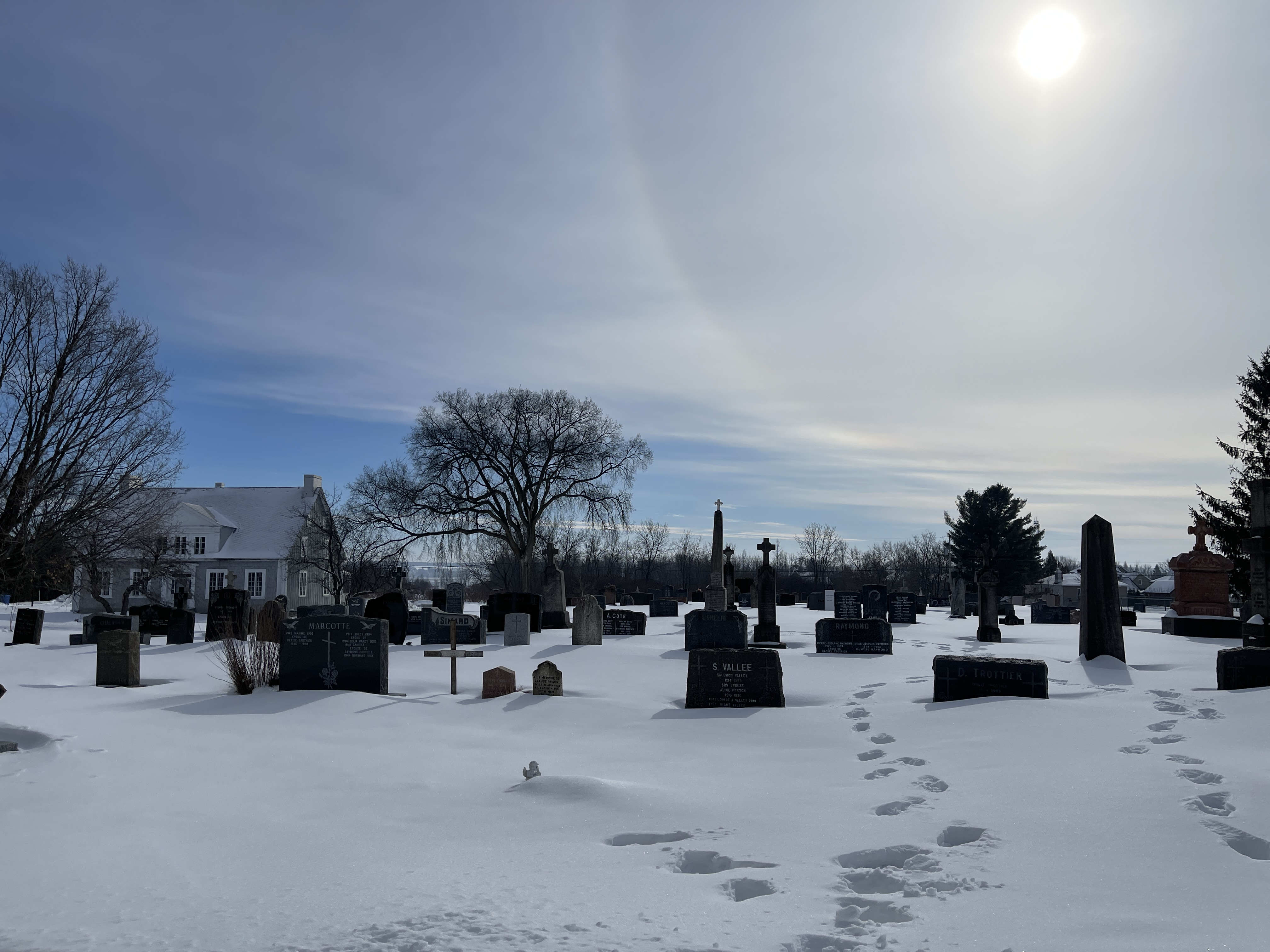
Cimetière de la paroisse Saint-Charles-Borromée, chemin Sir-Lomer-Gouin
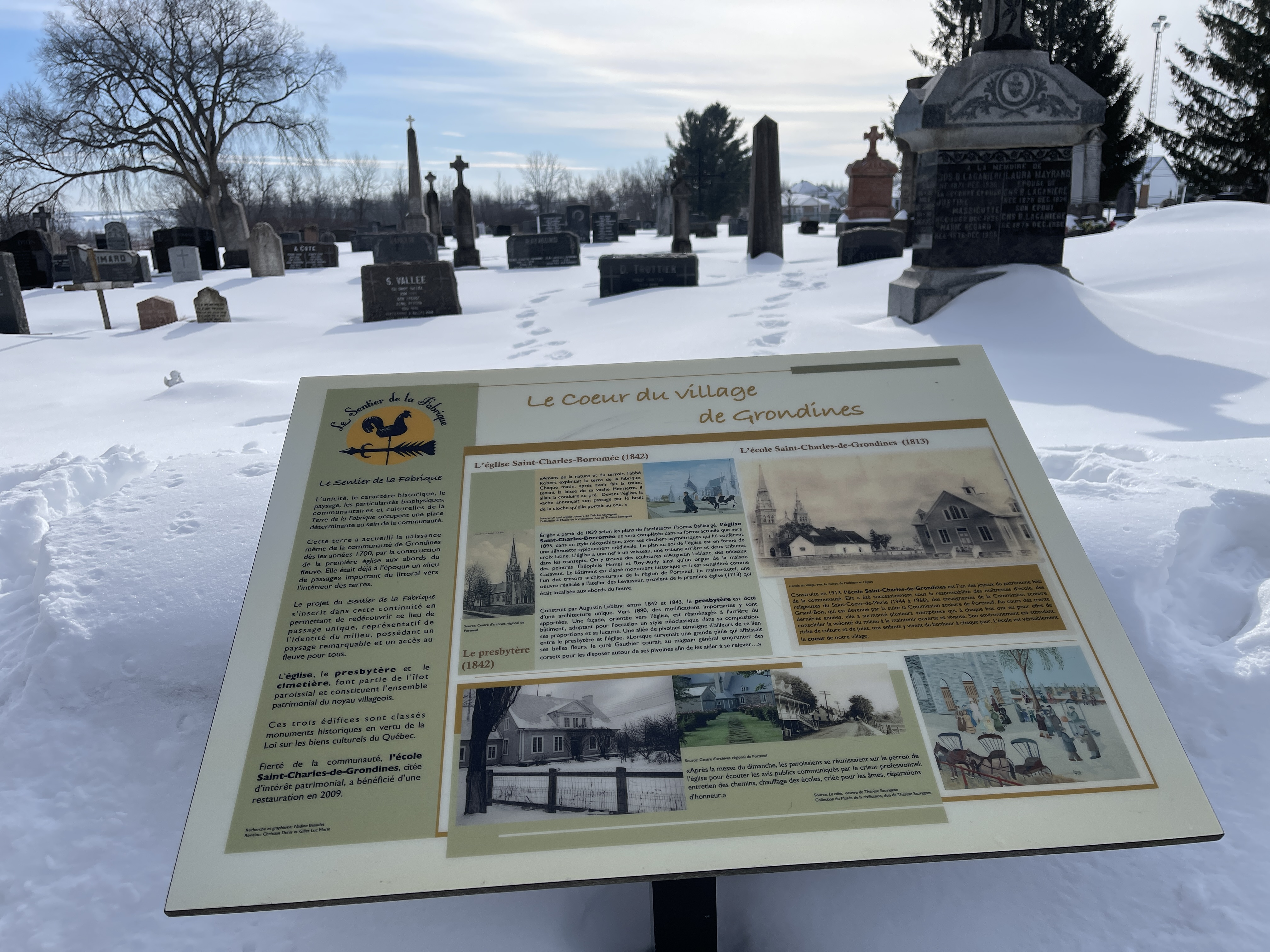
Panneau d'informations, face au cimetière, chemin Sir-Lomer-Gouin
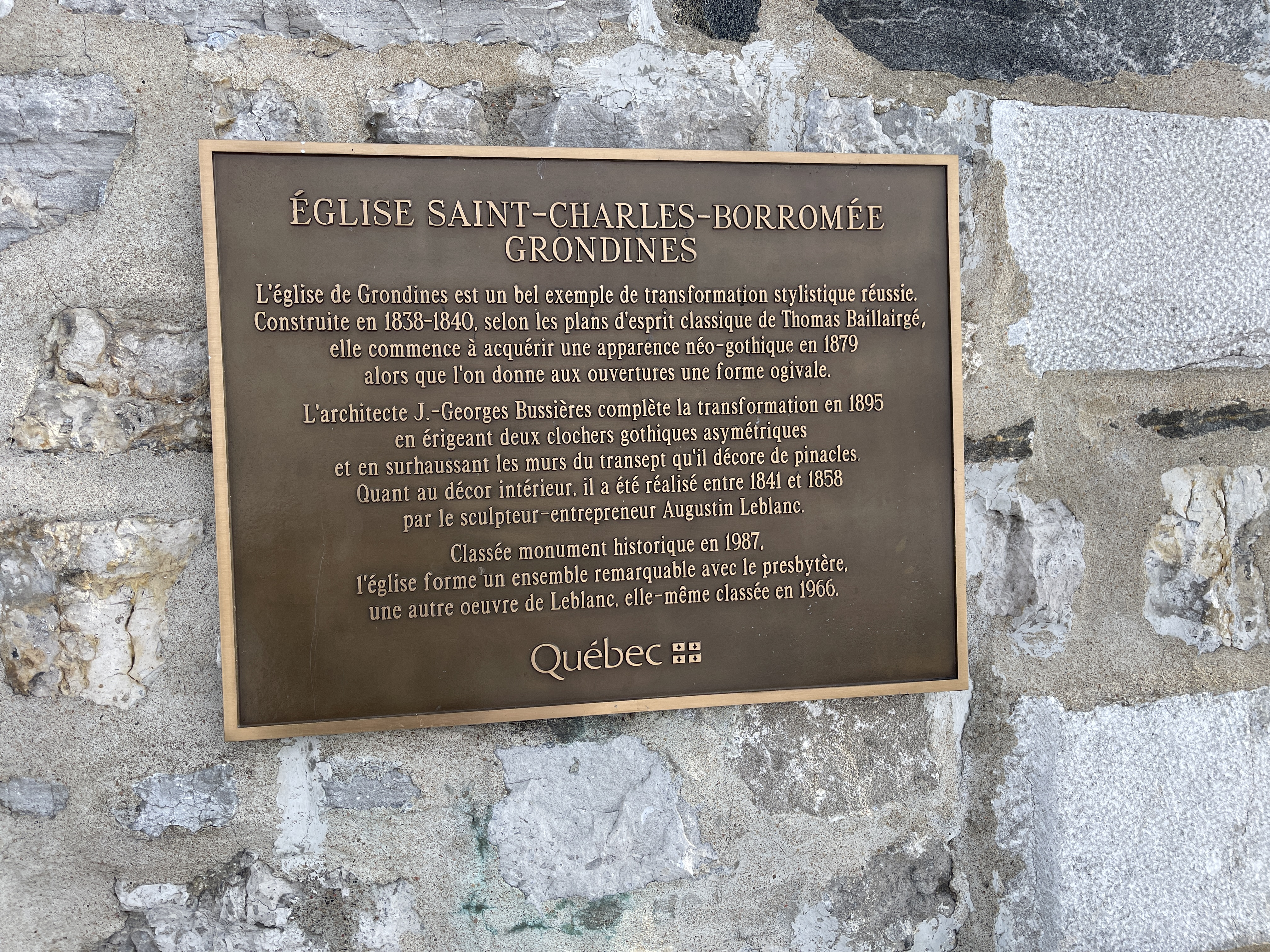
Plaque commémorative, sur la façade de l'église

Grondines patrimoine bâti
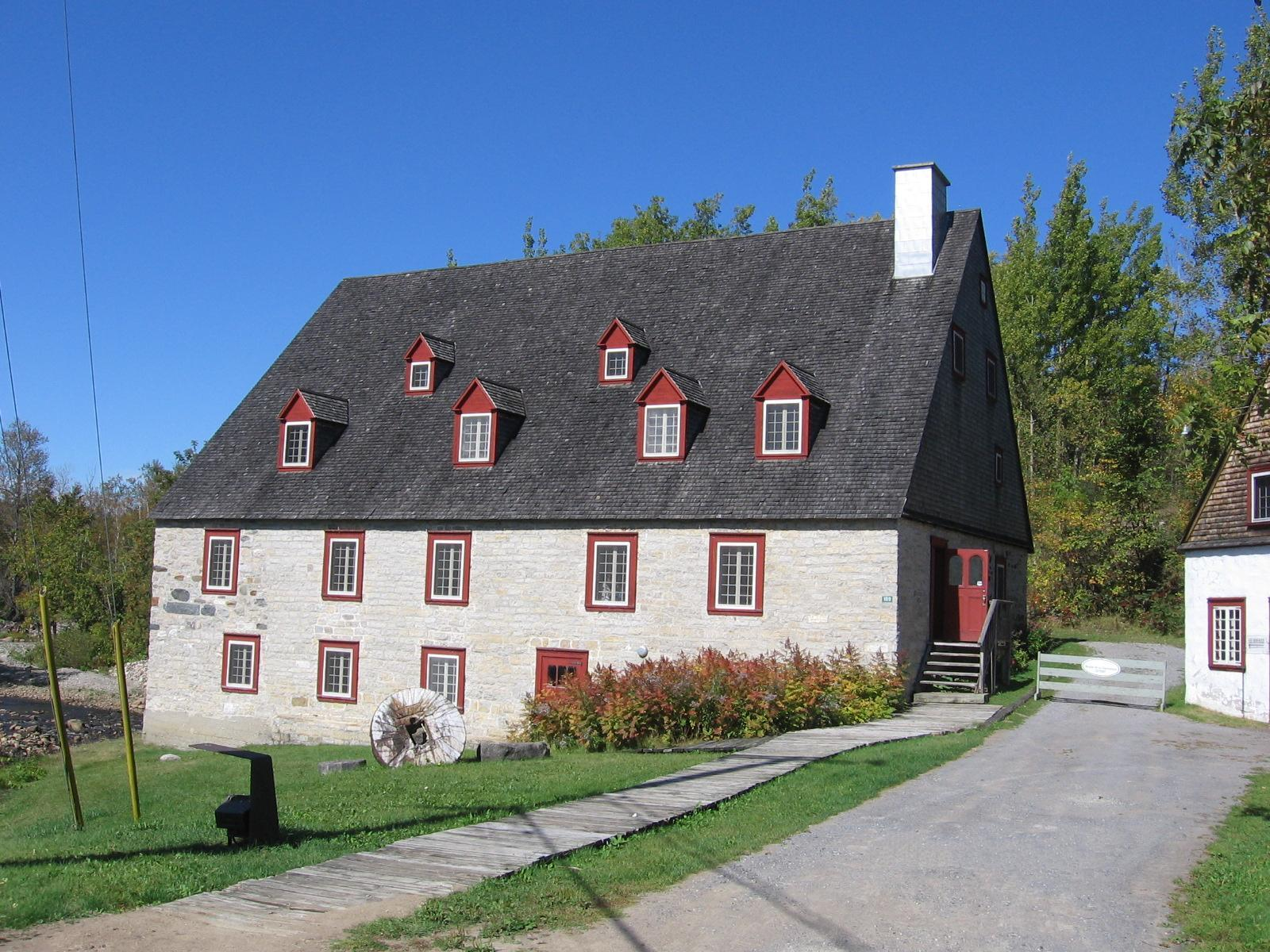
Moulin de La Chevrotière, rue de Chavigny
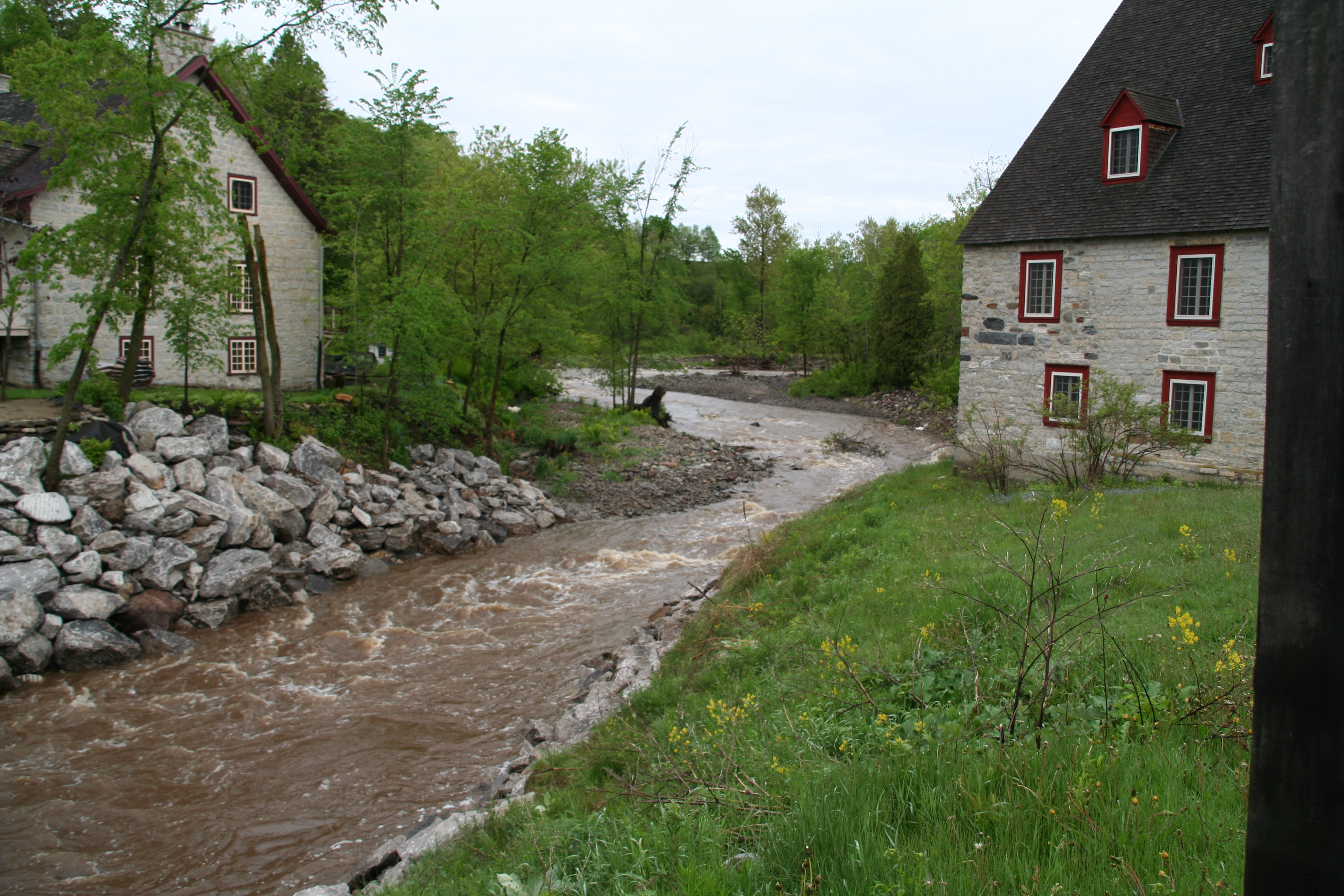
Rivière et Moulin de La Chevrotière, rue Chavigny
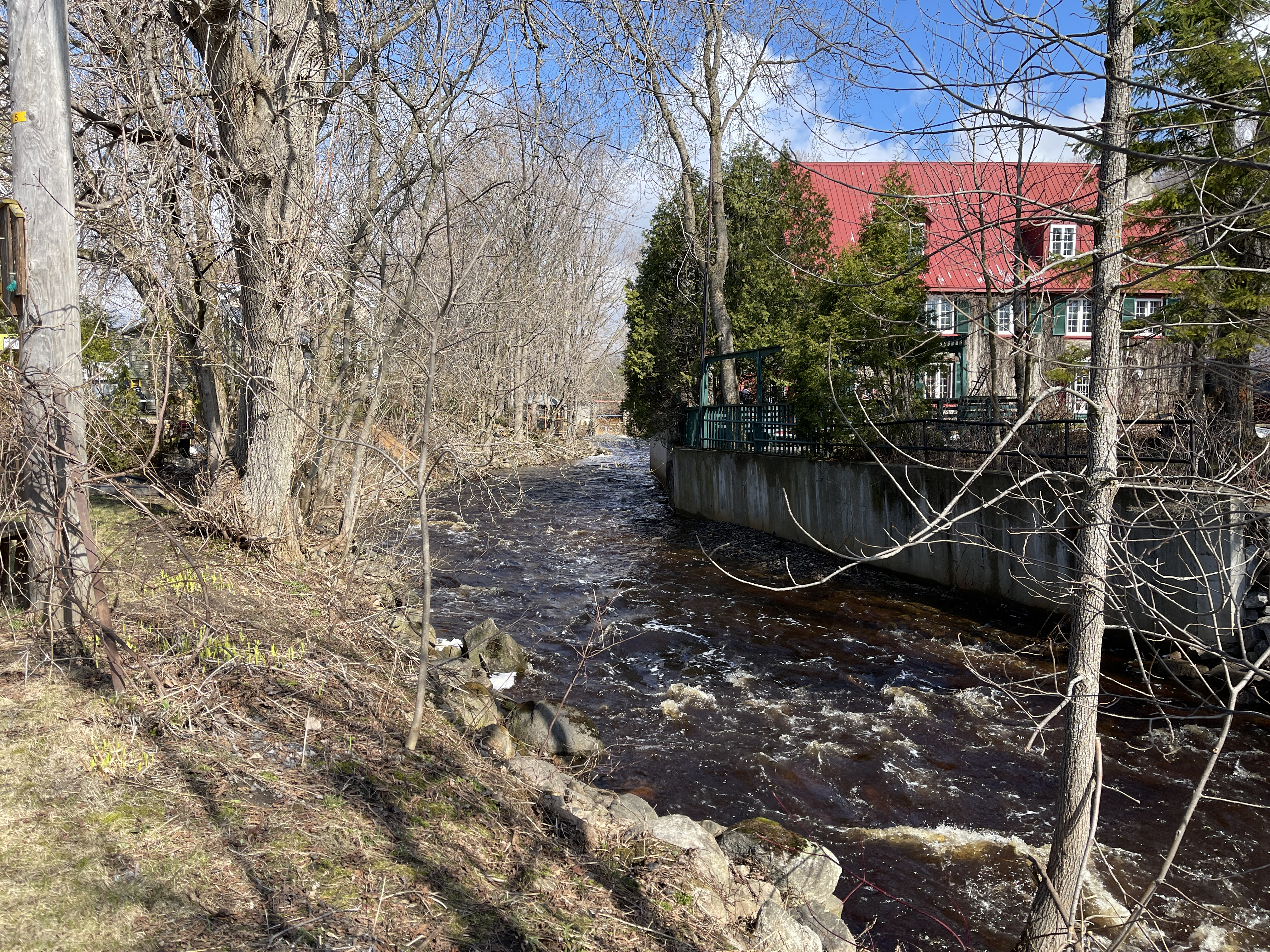
Rivière du Moulin et Vieux moulin Hamelin, rue Principale
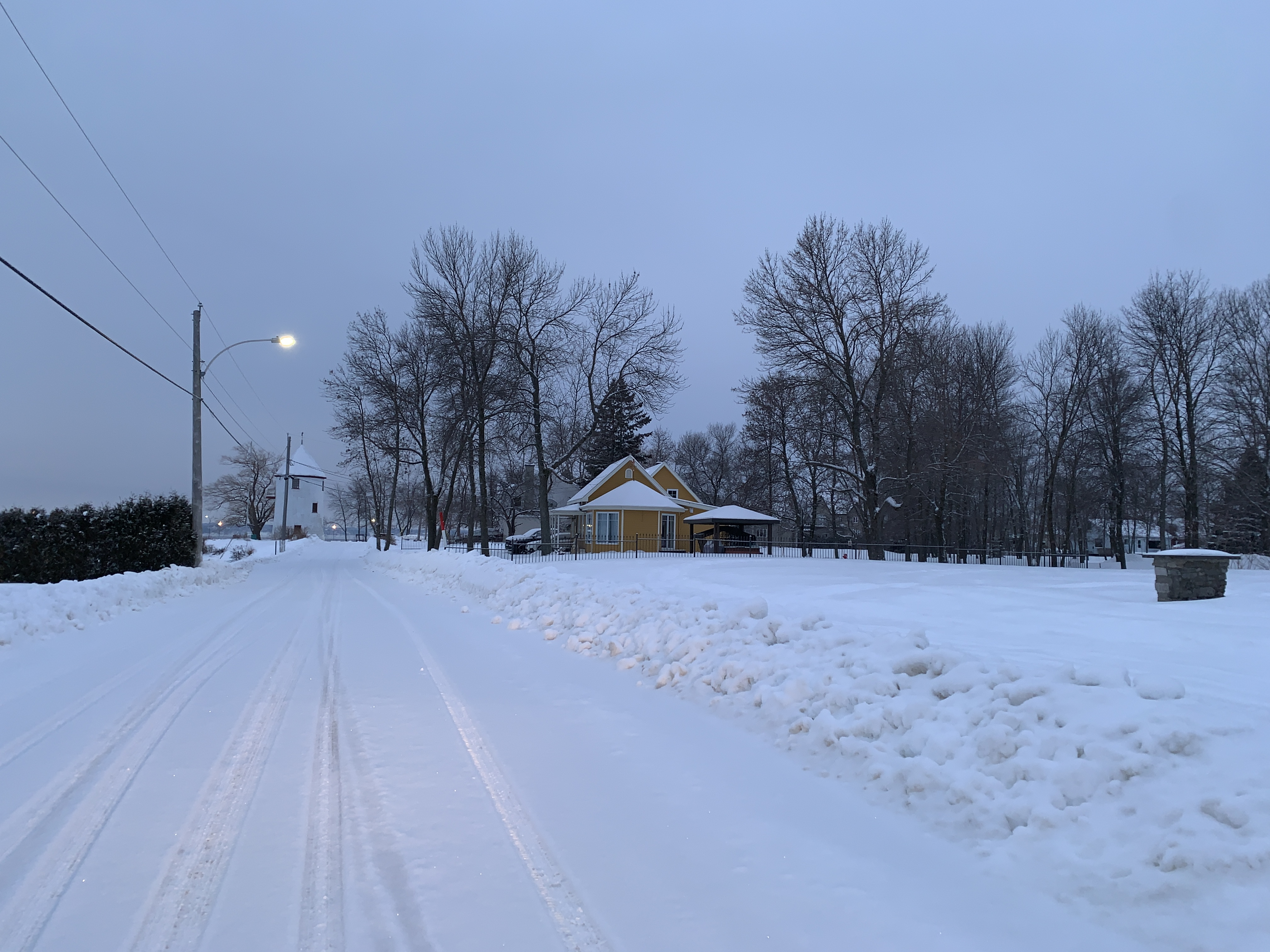
Lever du jour, moulin à vent ou, moulin banal, chemin des Ancêtres
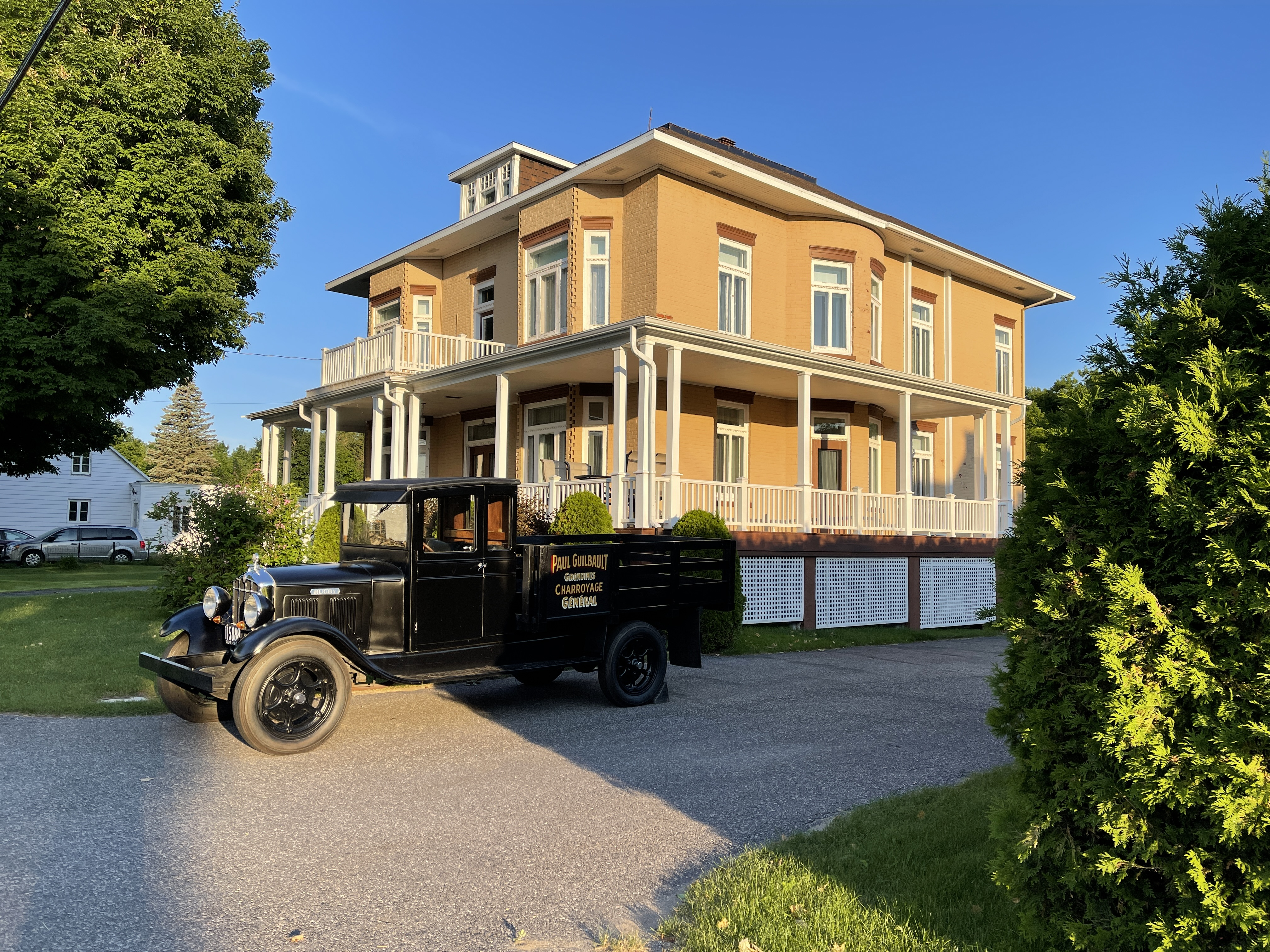
Sur le camion : Paul Guilbault, Charroyage général (Transport), chemin  Sir-Lomer-Gouin

## Histoire

### Premières Nations

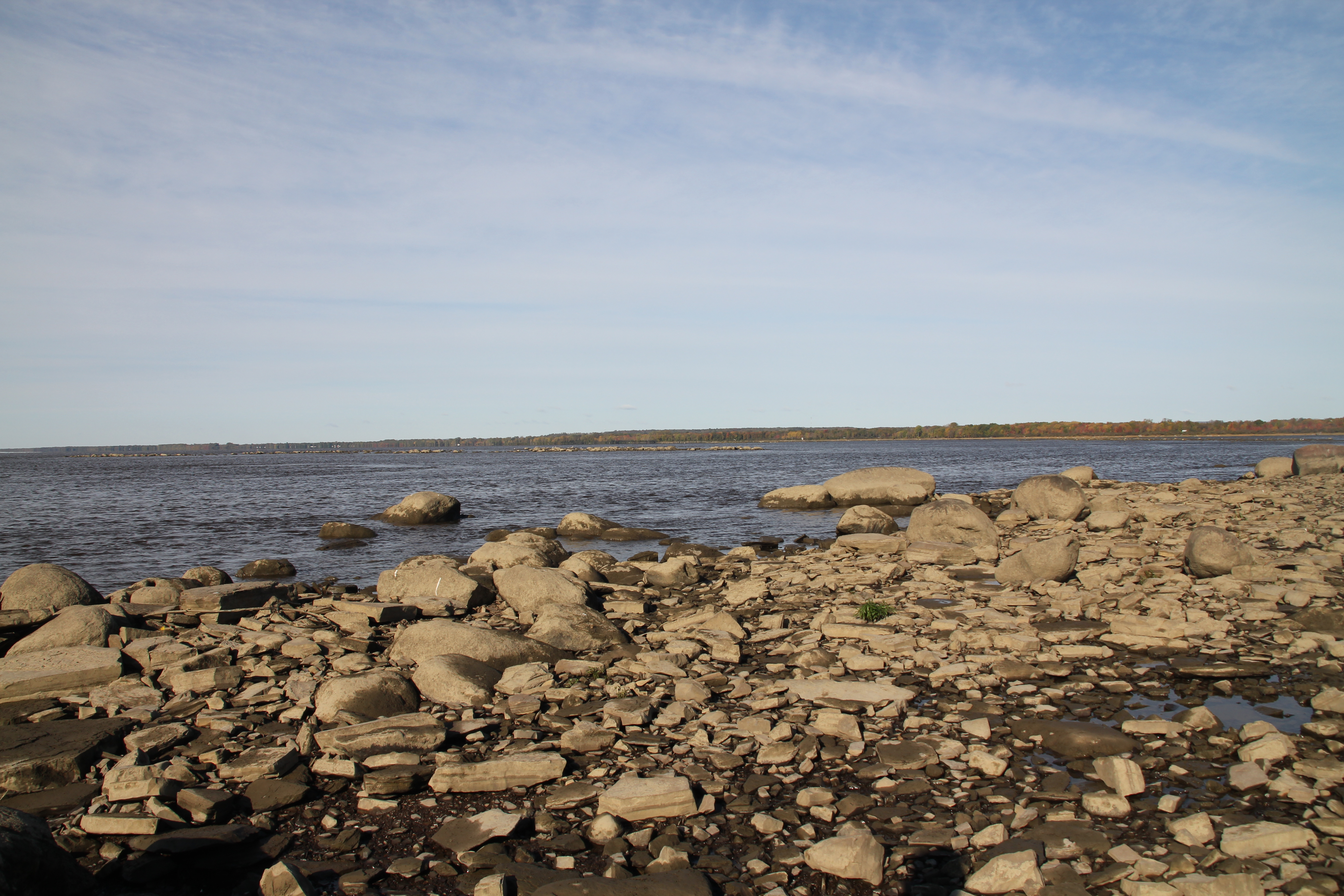
Pointe de l'anse des Grondines ou Grande Pointe-des-Grondines,

Dans des canots, d'écorce de bouleau ou creusés dans un tronc d'arbre, les Premières Nations sillonnaient le fleuve Saint-Laurent d'ouest en est, des Grands Lacs, jusqu'à l'océan Atlantique et tous les fleuves et rivières des Amériques, du nord au sud, de l'Arctique à la Terre de feu, depuis des millénaires. Les Autochtones connaissaient les avantages, les irritants, les barrières et les dangers des cours d'eau bien avant l'arrivée des Européens comme Jacques Cartier (1491-1557),.
En face du cap Lauzon, en plein centre du fleuve Saint-Laurent, les rapides Richelieu s'étendent sur une distance de près de 2 km. Ces rapides, pratiquement invisibles, correspondent à un rétrécissement du chenal, marqué, surtout à marée basse, par un courant beaucoup plus fort que partout ailleurs sur le Saint-Laurent en aval de Montréal.
À Deschambault, depuis les canots des Premières Nations et les navires des conquérants, les rapides Richelieu jouent un rôle stratégique dans l'histoire du cap Lauzon, et de celle de tout le Québec. les rapides font encore aujourd'hui, la vie dure autant aux voiliers, aux chaloupes, aux canots, aux petits bateaux comme aux capitaines des grands navires marchands.
À Grondines, la pointe de l'anse des Grondines, aussi nommée dans la langue populaire : La Grande Pointe, Pointe de la Laille ou Grande pointe de la Laille. Le mot laille pourrait provenir de l'anglais light, étant donné qu'il y avait un phare à l'extrémité de l'île.
Selon l'historien  Raymond Douville, cette pointe serait à l'origine du nom Grondines donné, sans doute, par les canotiers qui avaient à contourner, à la marée montante, les nombreux cailloux que les vagues venaient frapper en grondements sourds et dont les échos résonnaient sur les escarpements de la côte.

### Nouvelle France
Originaire d'Angers, région d'Anjou, France, les Hamelin, seigneurs de Grondines, furent l'une des huit dynasties seigneuriales qui vécurent en permanence sur leur domaine en Nouvelle-France pendant six générations, et au fil du temps, marièrent des membres de la noblesse canadienne-française,. Les familles était les Couillard de l'Espinay, les Denys de la Ronde, de la famille de Charles Aubert de La Chesnaye, les Fleury d'Eschambault, les Gaultier de Varennes, les Lorimier de la Rivière, les Chavigny de la Chevrotière, et leur belle-famille comprirent les barons Le Moyne de Longueuil, les Pézard de Champlain, et les Boucher de Montarville,,,.
Un membre des Hamelins de Nouvelle-France sera également reconnu noble par la Conseil souverain de Louis XIV en 1654, et fera partie de la noblesse canadienne-française, soit le seigneur et commandant Jacques-François Hamelin de Bourgchemin et de l'Hermitière, un descendant de Jacques Hamelin, évêque de Tulle,,,. En 1766, un membre des Hamelins de Chavigny, aussi de la noblesse canadienne, apparait dans des documents suppliant le roi Louis XV de conserver en poste le Gouverneur du Québec James Murray, afin de diminuer les injustices dont ils étaient victimes après la Conquête Anglaise. Les signataires de la pétition, incluant A. Hamelin, étaient Luc de la Corne, François-Joseph Cugnet, Aubert de Gaspé (en), Antoine Juchereau Duchesnay, et quelques autres.
Les Hamelins furent également de grands marchands de fourrures, en affaires avec le gouverneur René Gaultier et Pierre Gaultier, ainsi qu'avec les Chaboillez à Détroit, famille de Charles Chaboillez, fondateur du Beaver Club,,,,,. Des membres notables furent l'officier Jean-Baptiste Hamelin, le patriote François-Xavier Hamelin, le sénateur Salomon Hamelin (en), le politicien Joseph Hamelin (en), le médecin Léandre Hamelin, ainsi que le banquier Ananie S. Hamelin, membre du conseil d'administration de la Banque Jacques-Cartier et l'un des plus importants actionnaires de la Banque Provinciale du Canada sous Alphonse Desjardins, sénateur et maire de Montréal,,,,. D'autres membres incluent les évêques Jean-Guy Hamelin et Claude Hamelin, ainsi que l'écrivain Louis-Edmond Hamelin,. Les Hamelin étaient également apparentés au politicien Louis Riel, fondateur du Manitoba, et l'un des Pères fondateurs du Canada,.
À la suite de la conquête anglaise en 1797, les Hamelin vendirent la seigneurie aux Anglais, le nouveau propriétaire étant le marchand écossais Mathew Macnider (en), frère de John Macnider (en), membres de la famille du premier ministre Félix-Gabriel Marchand, du Lt-Col. James Johnston (en), et du Sir John Robinson, 1st Baronet of Toronto (en). Le dernier seigneur des Grondines sera le sénateur David Edward Price en 1871, membre de l'influente famille Price, l'une des familles les plus riches du Canada de l'époque.
Une paroisse a été fondée en 1646 puis érigée canoniquement en 1680 sous le nom de Saint-Charles-des-Roches ou Saint-Charles-des-Grondines. La municipalité de paroisse a été fondée en 1855, celle de village s'en est séparée en 1912 et les deux ont été réunies en 1984.

## Géographie

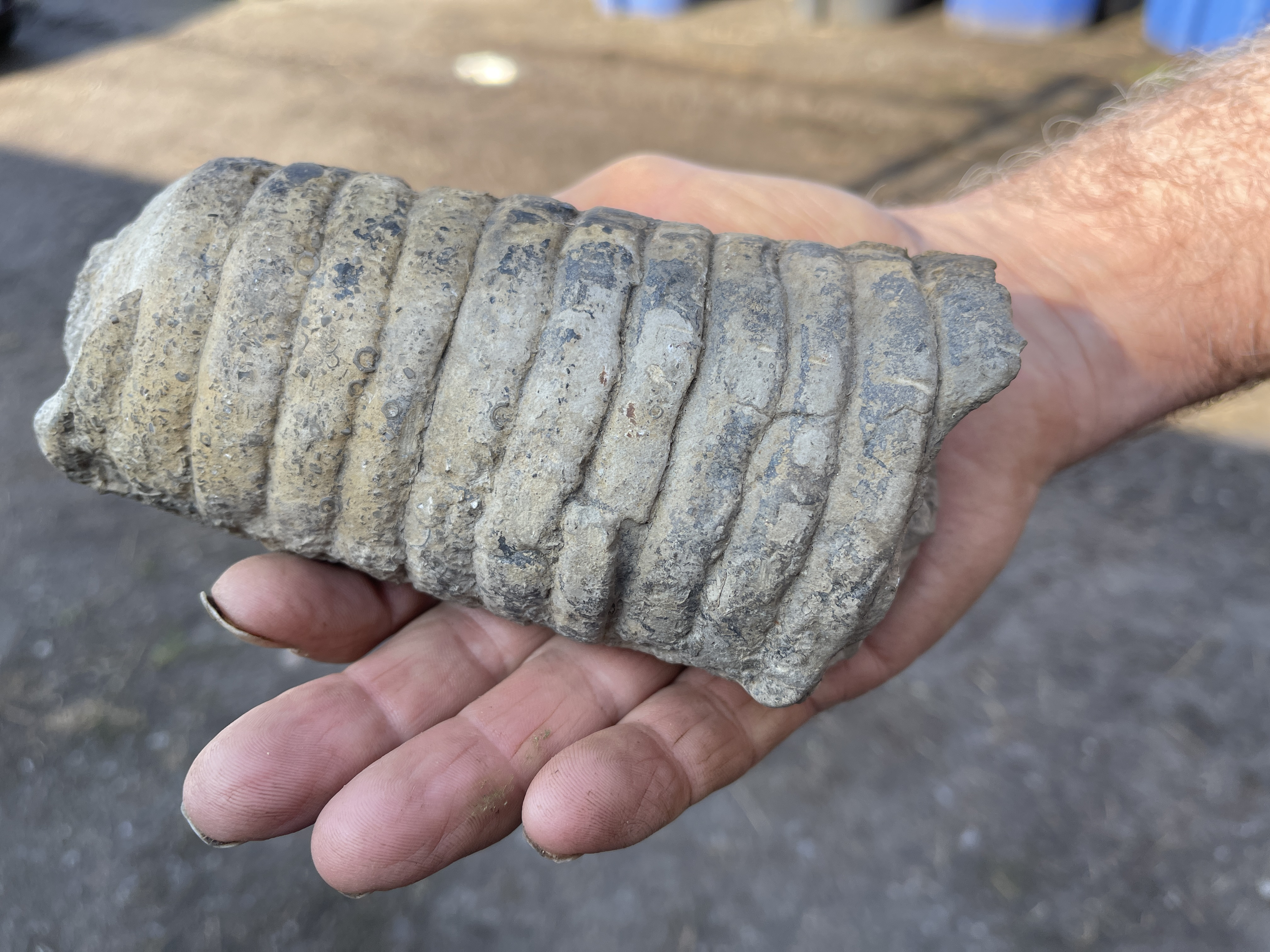
Fossile non identifié, rivage du fleuve Saint-Laurent, Grondines

Deschambault-Grondines est située sur le Chemin du Roy (Route 138), sur la rive nord du fleuve Saint-Laurent, entre Trois-Rivières et Québec.
Selon un rapport géologique officiel du ministère des Richesses naturelles du Québec, 1975, la région de Grondines couvre approximativement 410 milles carrés, s'étendant au nord et au sud, sur les rives du fleuve Saint-Laurent.
Sur la rive nord du fleuve Saint-Laurent, de la municipalité de Batiscan à Deschambault-Grondines (secteur Grondines), la plaine est basse et présente peu de relief. Cette plaine a été creusée par la rivière Sainte-Anne et ses nombreux tributaires, et par la partie inférieure de la rivière Batiscan.
Sur ce territoire, quelques rivières de peu d'importance coulent directement dans le Saint-Laurent, telles les rivières du Moulin et Lachevrotière. A l'exception de la partie inférieure de la rivière Batiscan, aucune de ces rivières n'est navigable.

Au nord-est de Grondines une falaise s'élève sur une distance de deux milles,.

### Hydrographie
À partir de son crénon, dans le centre-ouest de la municipalité, la rivière du Moulin coule vers le sud-est jusqu'à son embouchure dans l'estuaire du Saint-Laurent.
La rivière La Chevrotière traverse le centre de la municipalité en coulant vers le sud jusqu'à son embouchure dans l'estuaire du Saint-Laurent.
La rivière Belle-Isle coule du nord-est vers le sud-ouest jusqu'à son embouchure dans l'estuaire.

## Démographie
| 1981 | 1986 |
| ---- | ---- |
| 977  | 879  |

| 1981 | 1986 |
| ---- | ---- |
| 692  | 669  |

| 2001  | 2006  | 2011  | 2016  | 2021  |
| ----- | ----- | ----- | ----- | ----- |
| 1 965 | 2 032 | 2 131 | 2 220 | 2 235 |

## Administration
Les élections municipales se font en bloc pour le maire et les six conseillers.
| Deschambault-Grondines Maires depuis 2005                                                                            |                 |         |          |
| Élection | Maire           | Qualité | Résultat |
| 2005 | Gaston Arcand   |         | Voir     |
| 2009 | Gaston Arcand   | Voir    |          |
| 2013 | Gaston Arcand   | Voir    |          |
| 2017 | Gaston Arcand   | Voir    |          |
| 2021 | Patrick Bouillé |         | Voir     |
| Élection partielle en italique Depuis 2005, les élections sont simultanées dans toutes les municipalités québécoises |                 |         |          |

## Industrie
L'aluminerie de Deschambault, fondée en 1992, opérée par la société Alcoa « Aluminum Company of America », emploie 478 personnes, produit annuellement 253 000 tonnes métriques de matériau.

## Patrimoine culturel
- Église Saint-Joseph de Deschambault, classée monument historique en 1964[52].
- Vieux presbytère de Deschambault, classé monument historique en 1965[53]
- Moulin à vent de Grondines, classé bien archéologique en 1984[54]
- Église Saint-Charles-Borromée de Grondines[55]
- Presbytère de Grondines, classé monument historique en 1966[56]
- Maison de la veuve Groleau, classée monument historique en 1971[57]
- Maison Delisle, classée monument historique en 1963[58]
- Maison Sewell, reconnue monument historique en 1978[59]
- Moulin à eau La Chevrotière, classé monument historique en 1976[60]

## Écologie

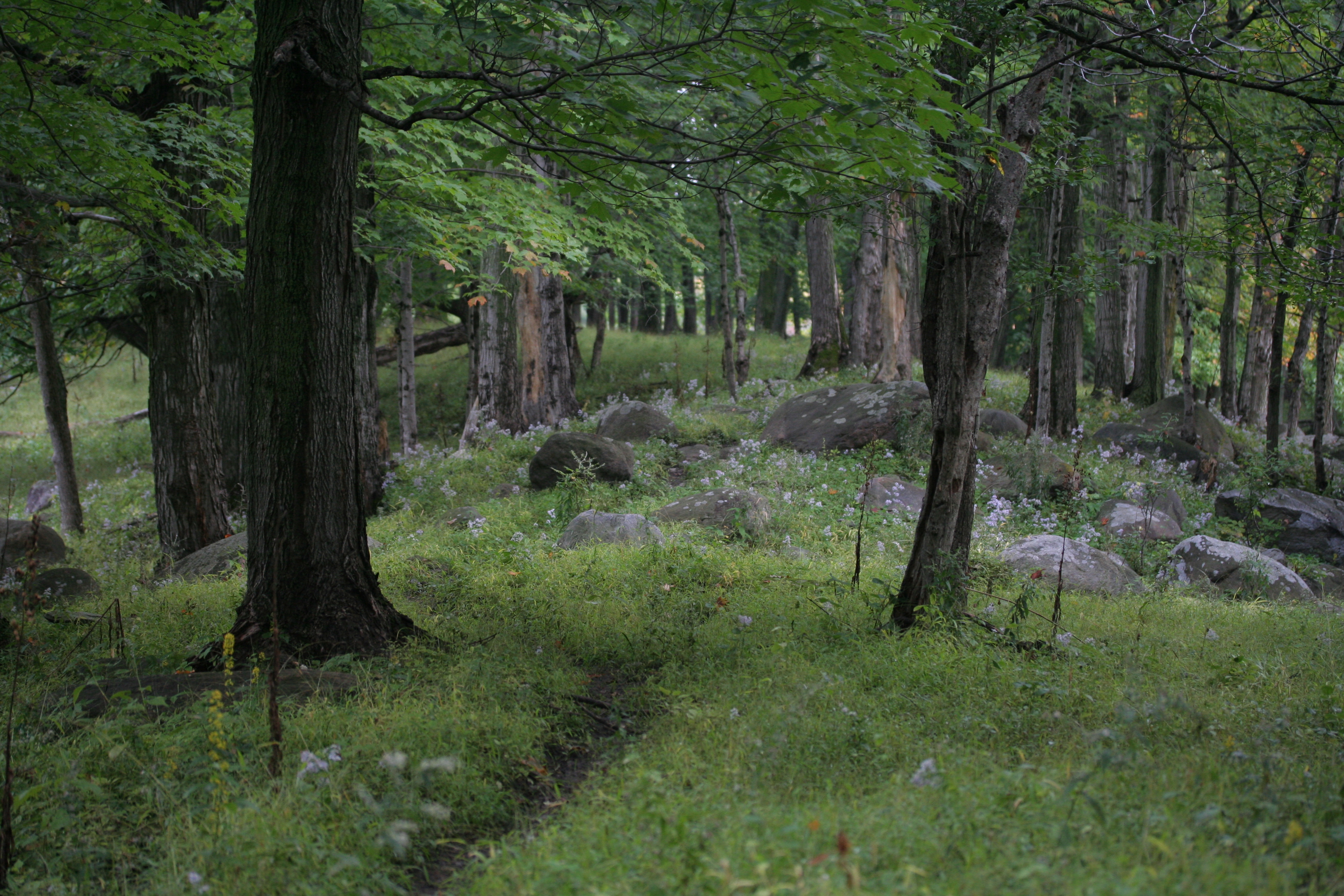
Sous-bois et chaînière de roches (nom vernaculaire)

Bien que l'occupation humaine ait généré des changements sur le plan écologique, il est impressionnant de constater à quel point le marécage de Grondines et Sainte-Anne-de-la-Pérade est demeuré en bonne condition, une rareté à l'échelle de la province.

Unique en son genre, il figure parmi les écosystèmes les plus riches et les plus vastes en bordure du fleuve Saint-Laurent. On y trouve une faune et une flore bien adaptées à ces conditions particulières. Conservation de la nature Canada.

## Photographies

Flore des marécages, battures, bordures de routes, etc.
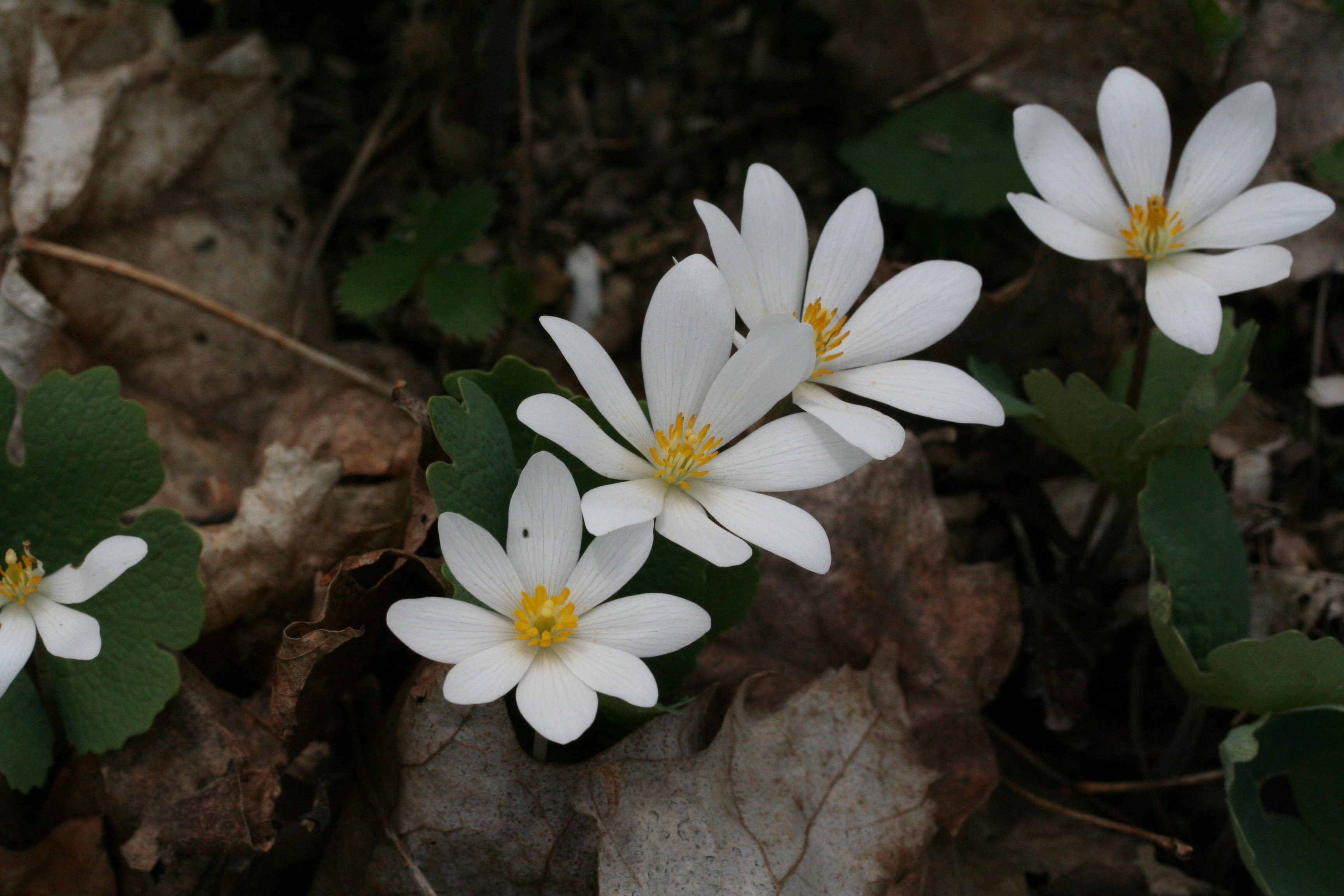
Sanguinaria canadensis Linné. — Sanguinaire du Canada
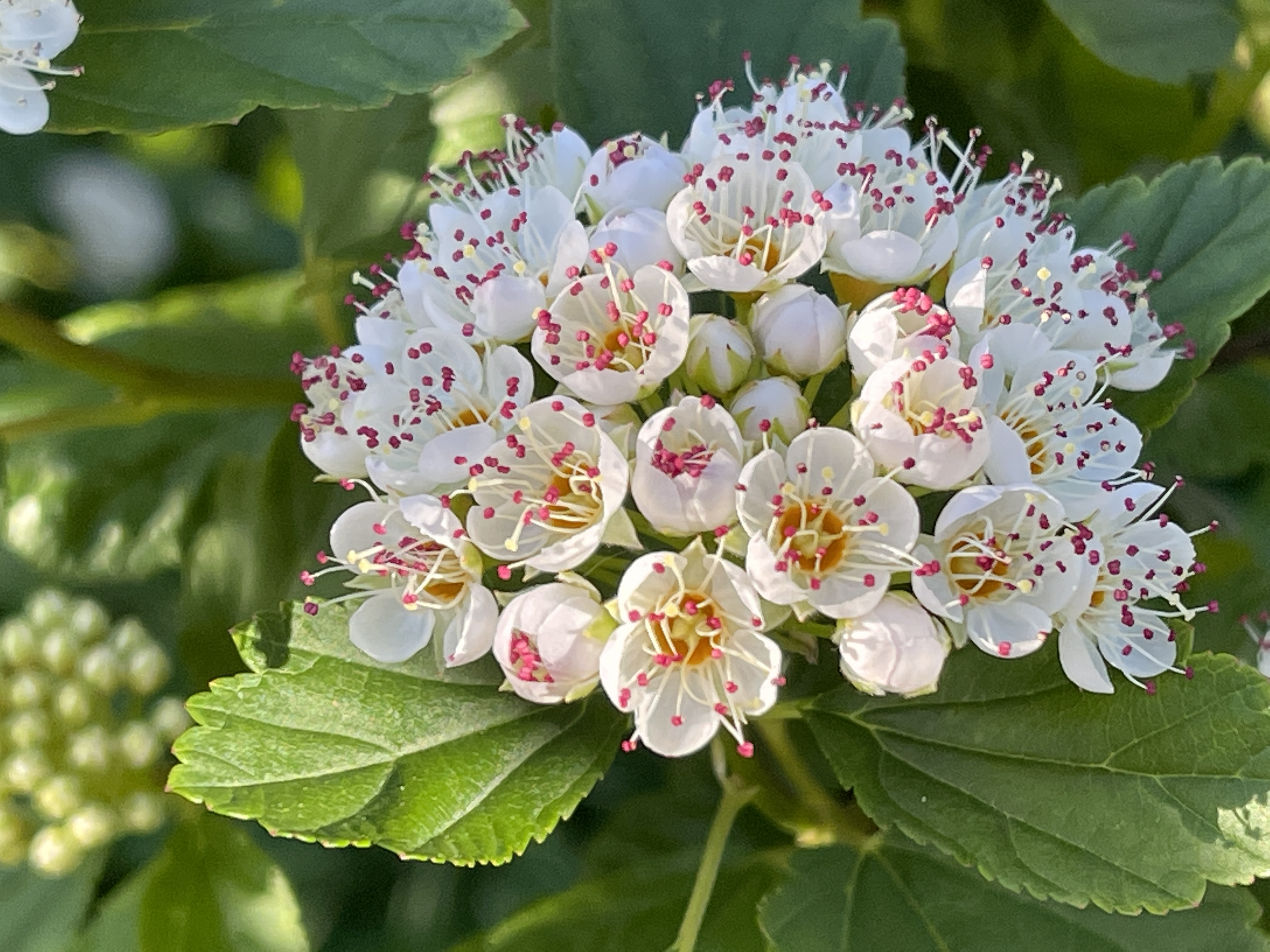
Physocarpus opulifolius (L.) Maxim. — Physocarpe à feuilles d'obier
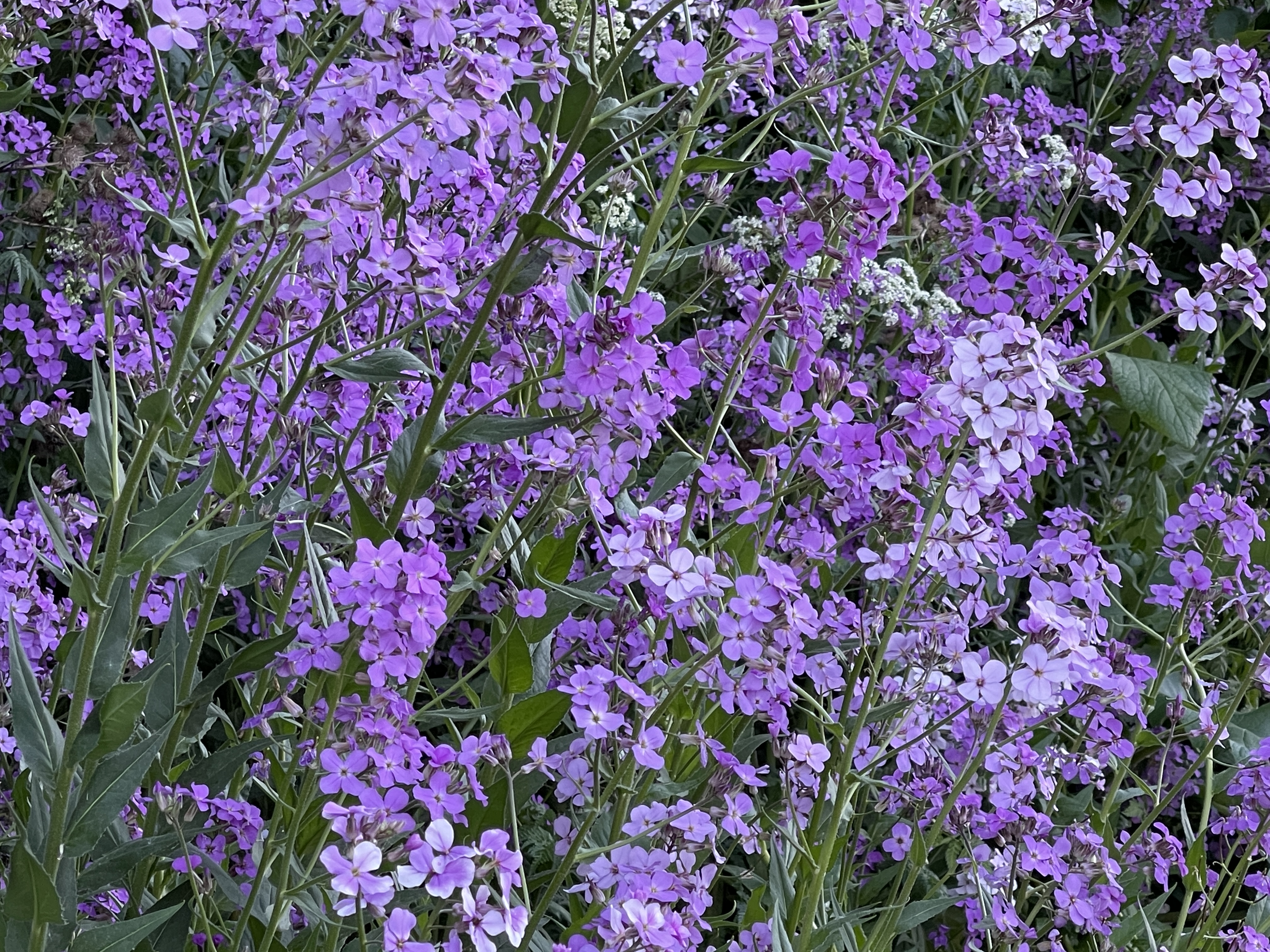
Hesperis matronalis L. — Julienne des dames
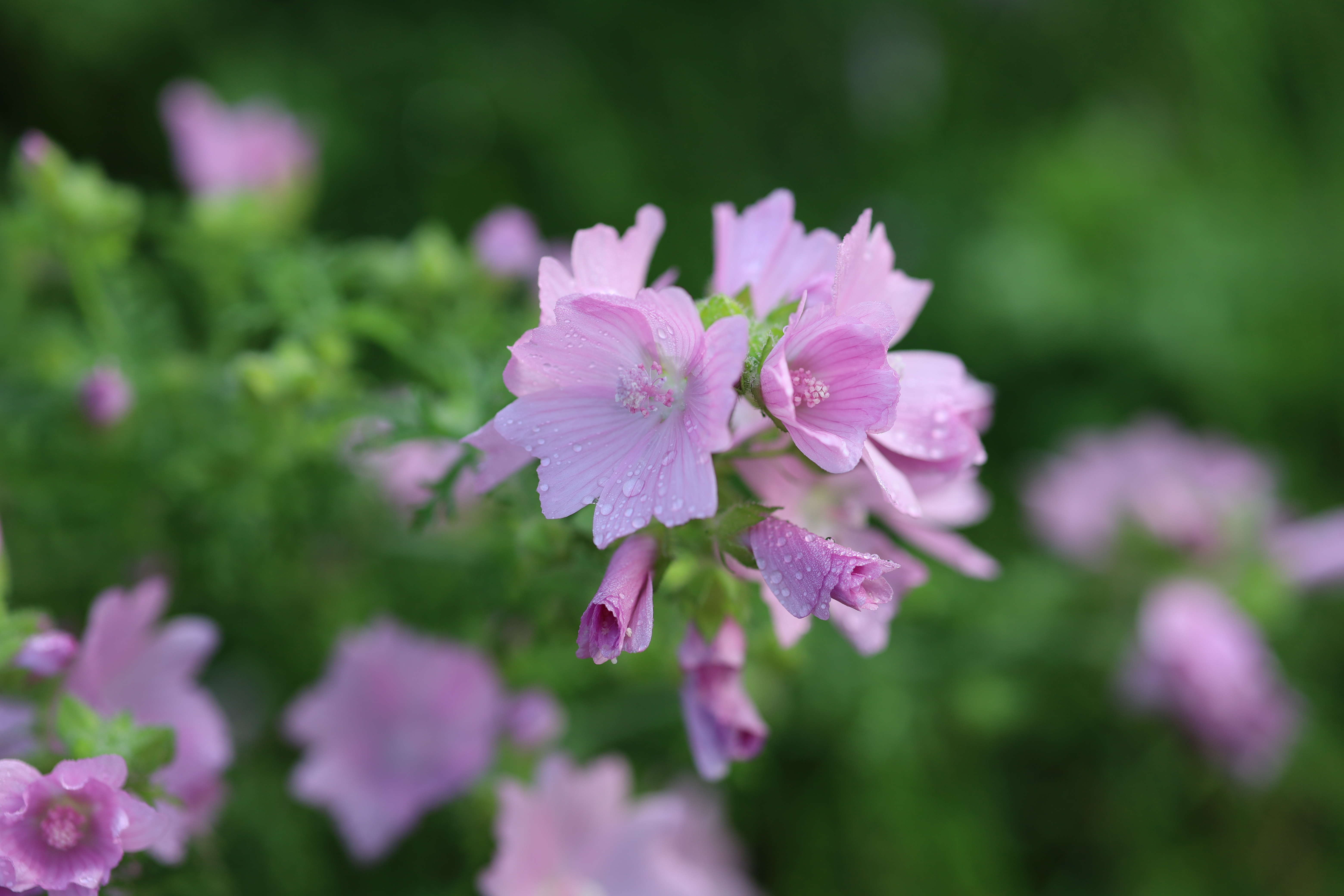
Malva moschata L. — Mauve musquée
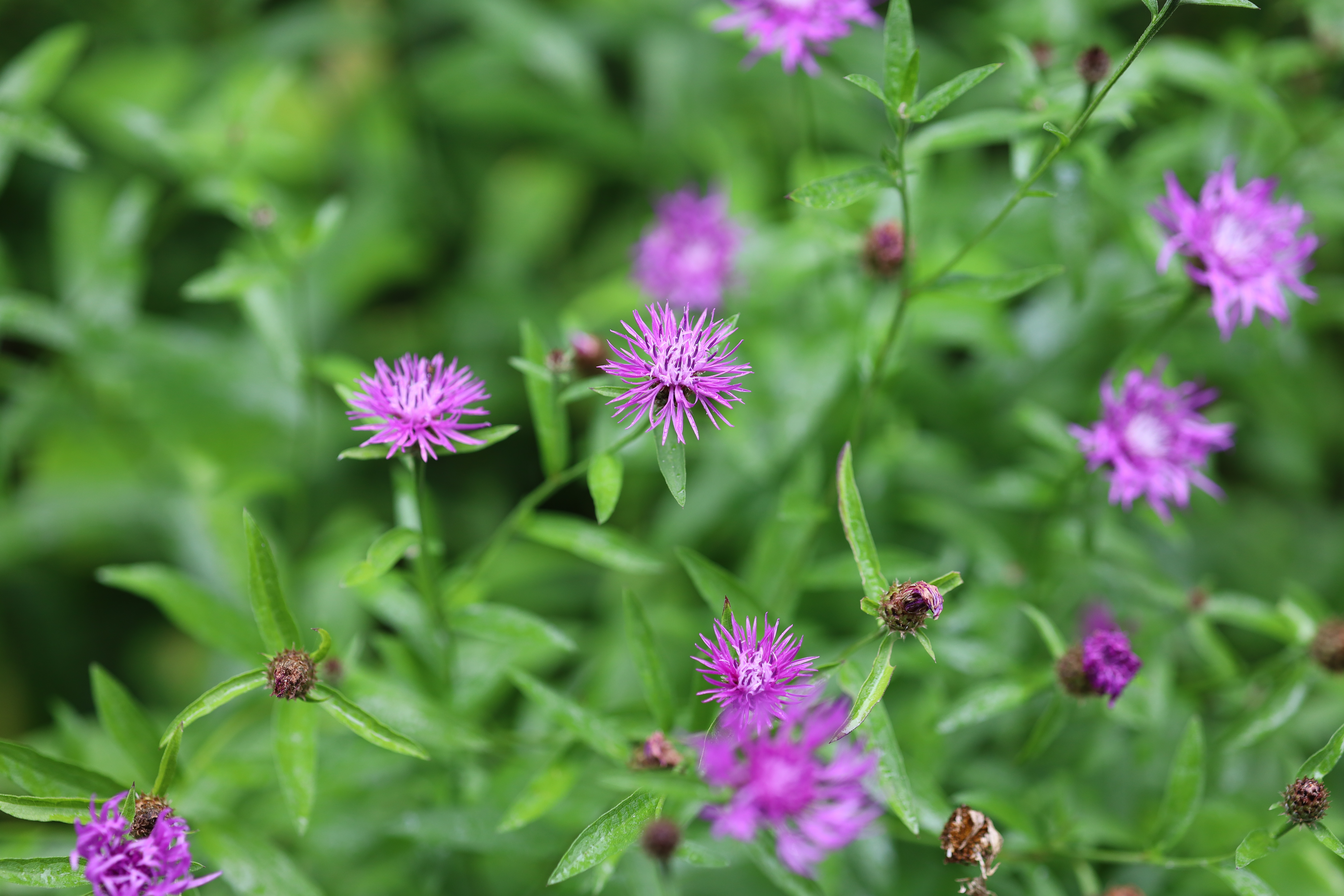
Centaurea nigra L. ― Centaurée noire
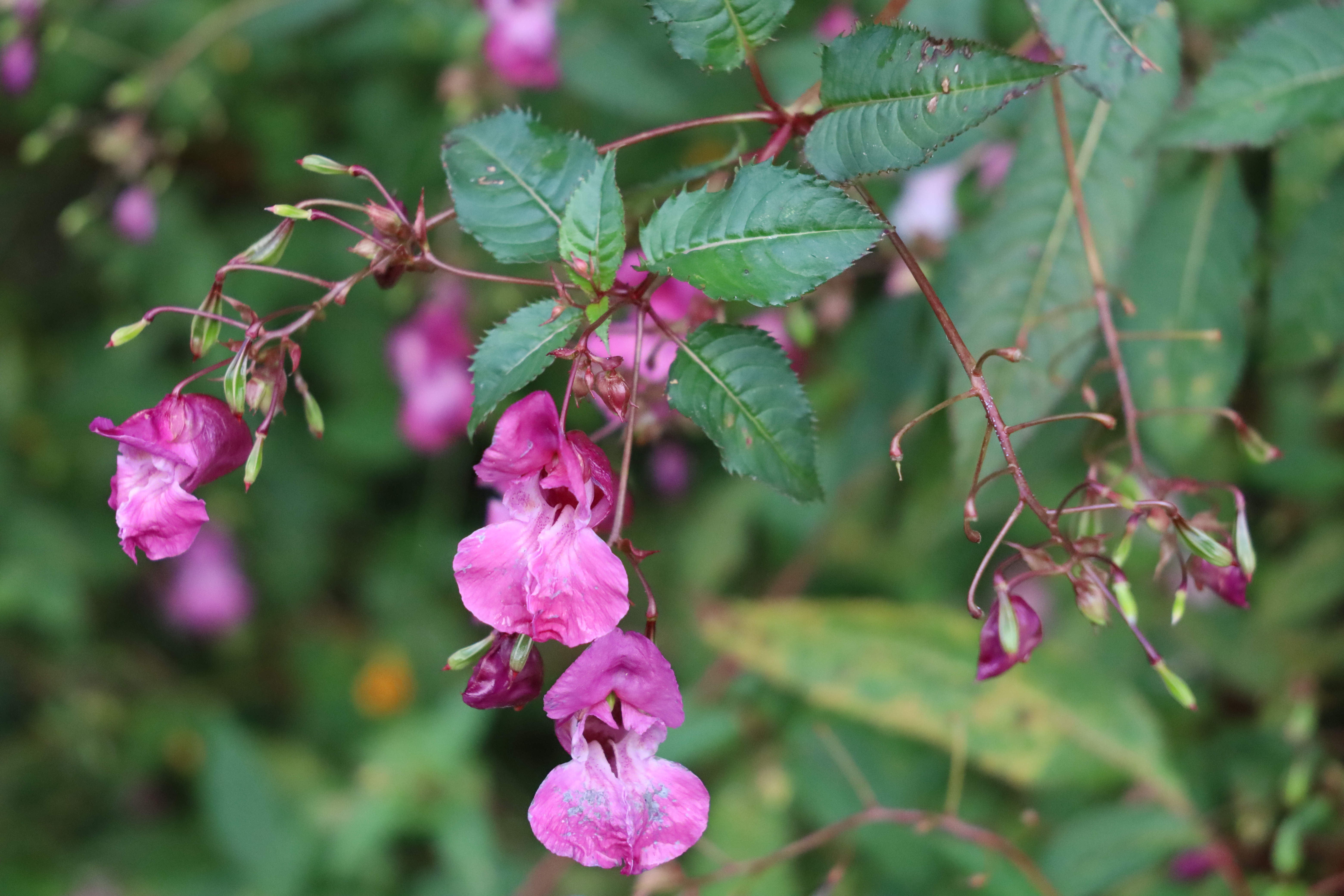
Impatiens glandulifera Royle. ― Impatiente glanduleuse

Deschambault - fleuve Saint-Laurent
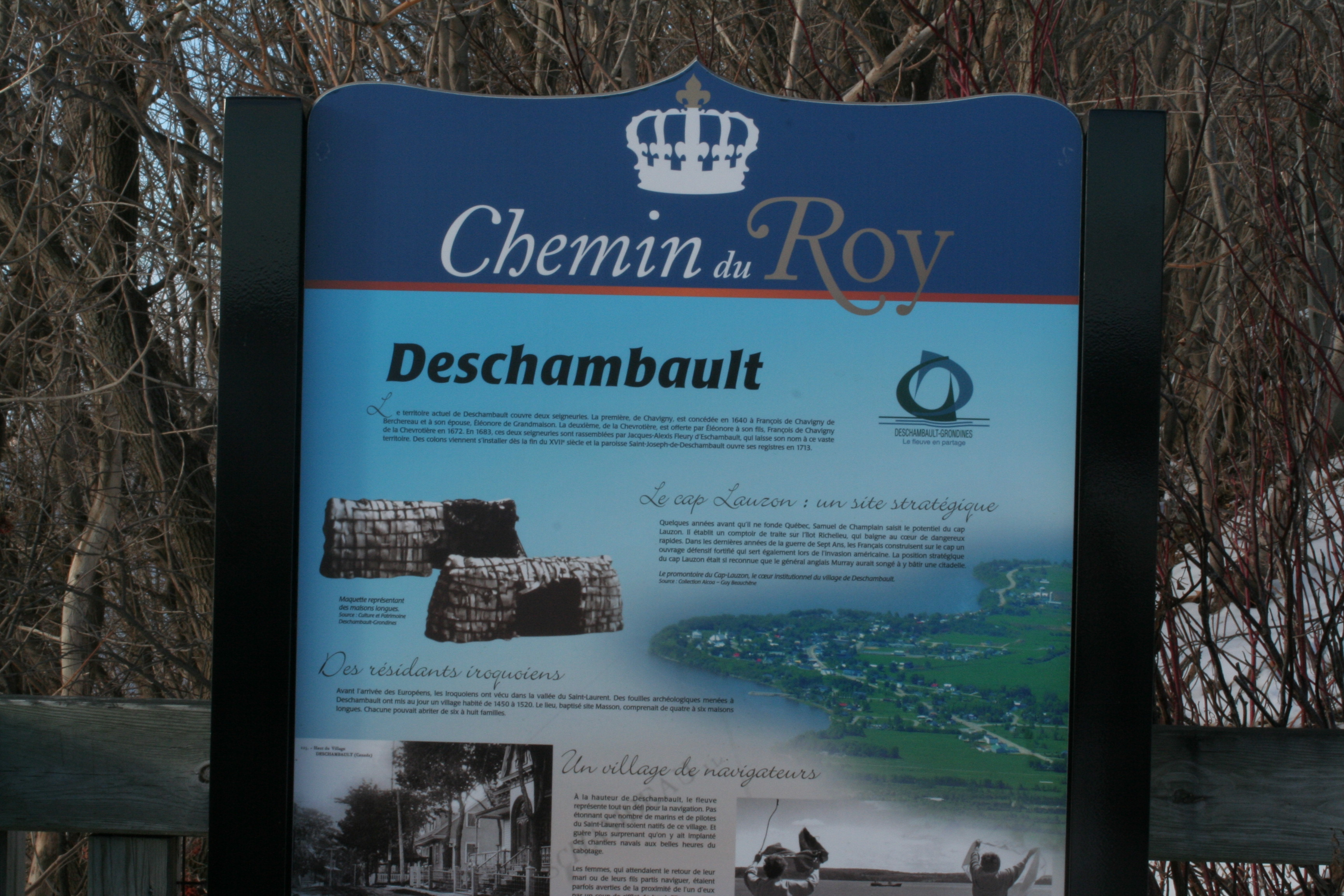
Panneau, le cap Lauzon, un lieu stratégique[20], rue de l'Église
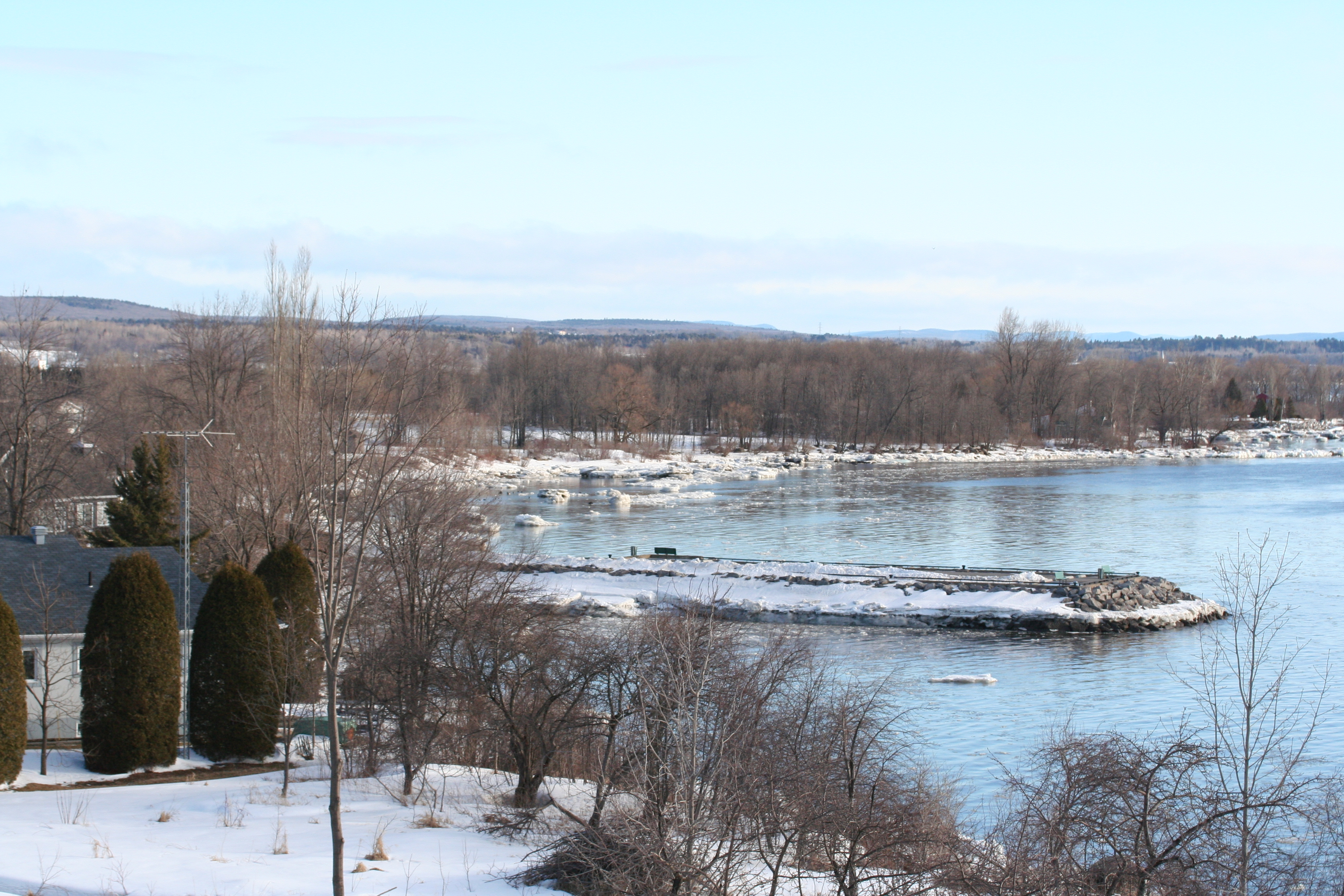
Quai de Deschambault, du cap Lauzon, rue Saint-Joseph
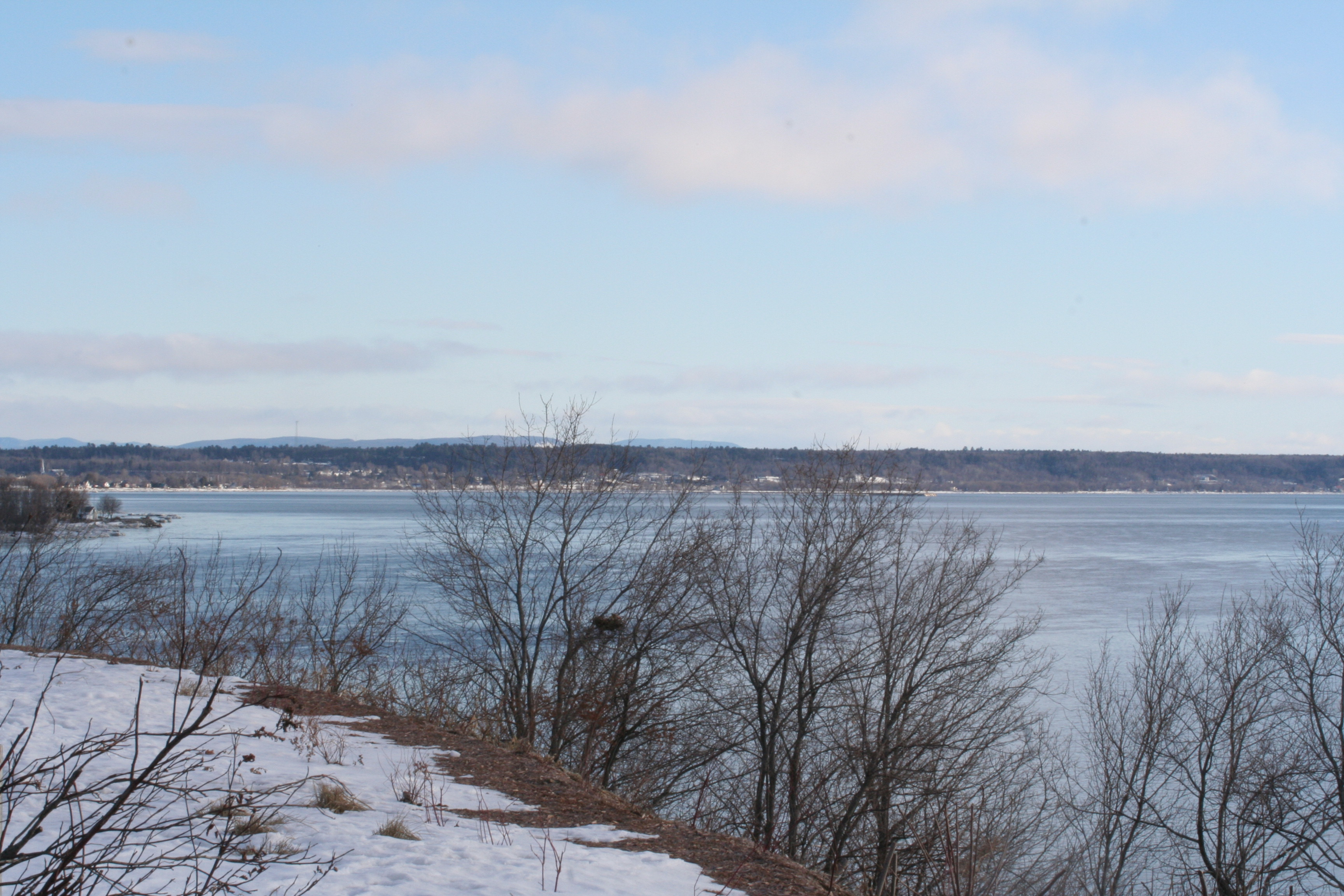
Du Cap Lauzon, rue Saint-Joseph
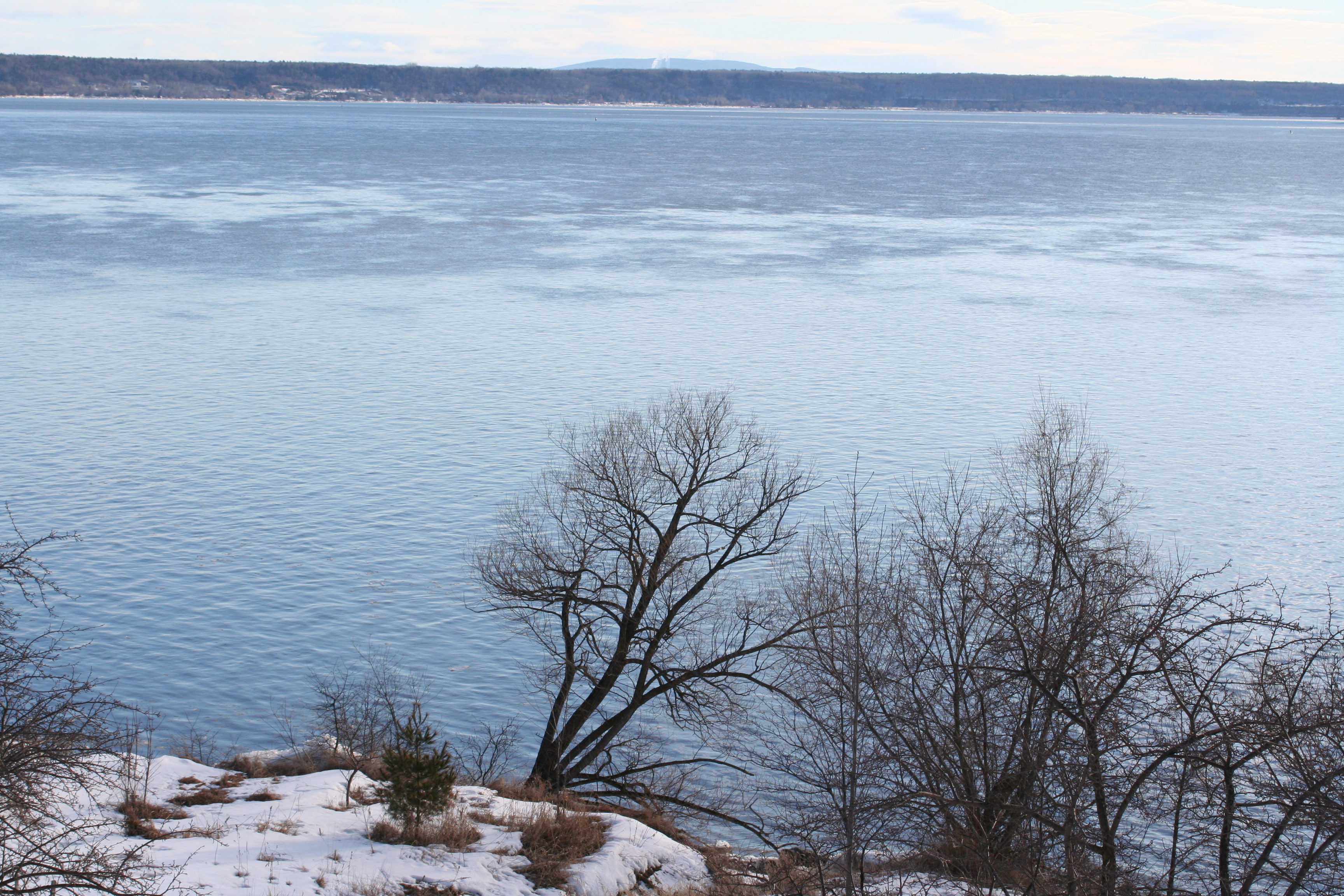
Du cap Lauzon, rue Saint-Joseph

Grondines - fleuve Saint-Laurent
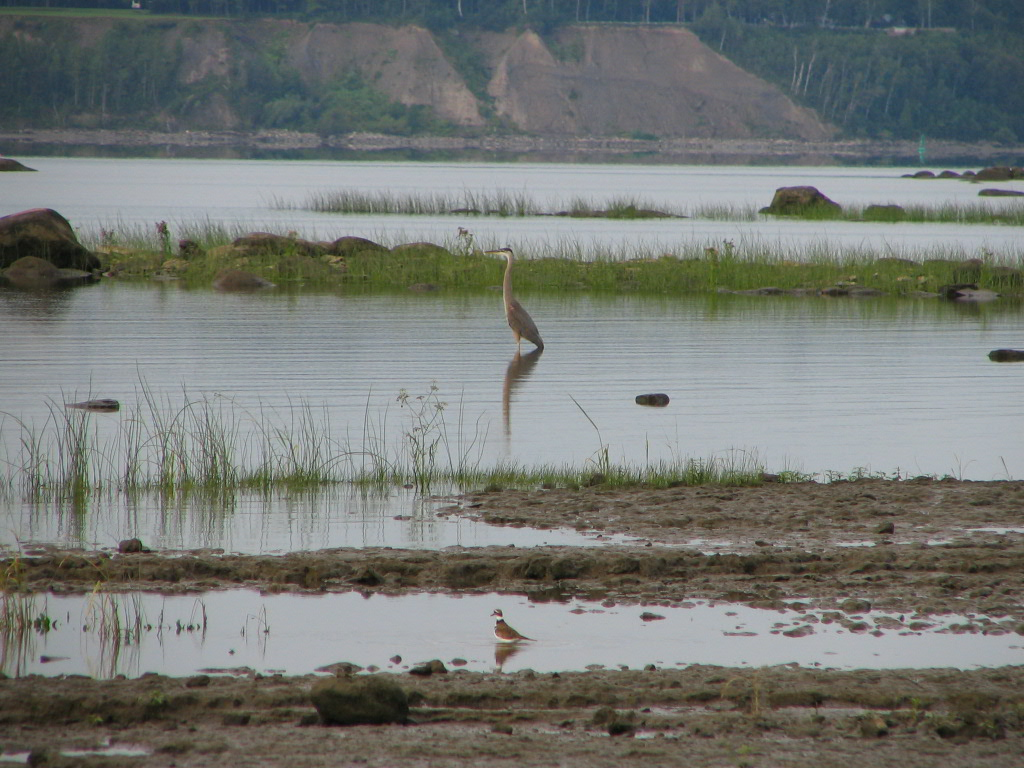
Battures, Ardea herodias. Grand héron. Great blue heron et Pluvier kildirs, chemin des Ancêtres
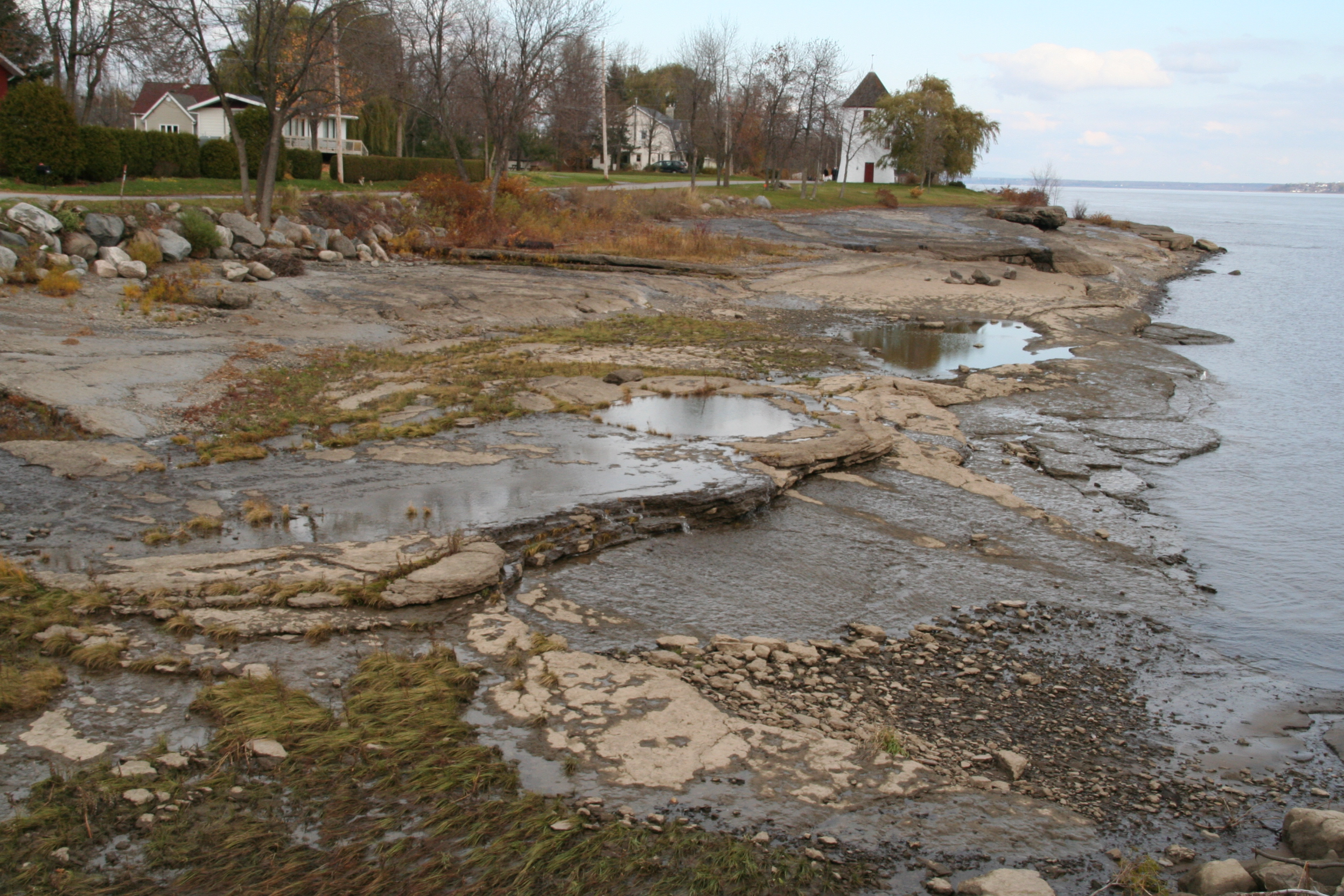
Moulin banal ou moulin à vent, battures à marée basse, du quai
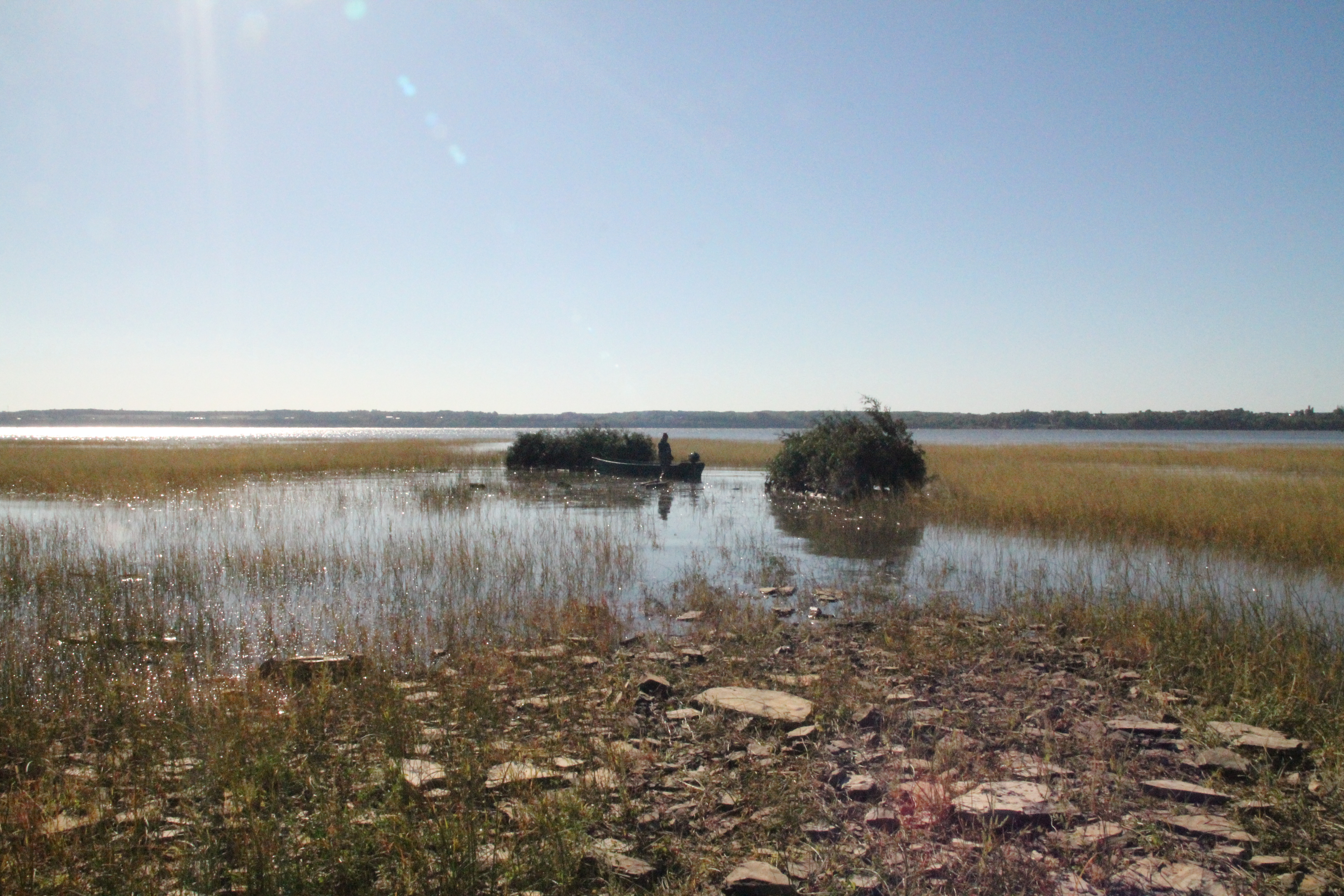
Mise à l'eau des caches à canards, propriété privée
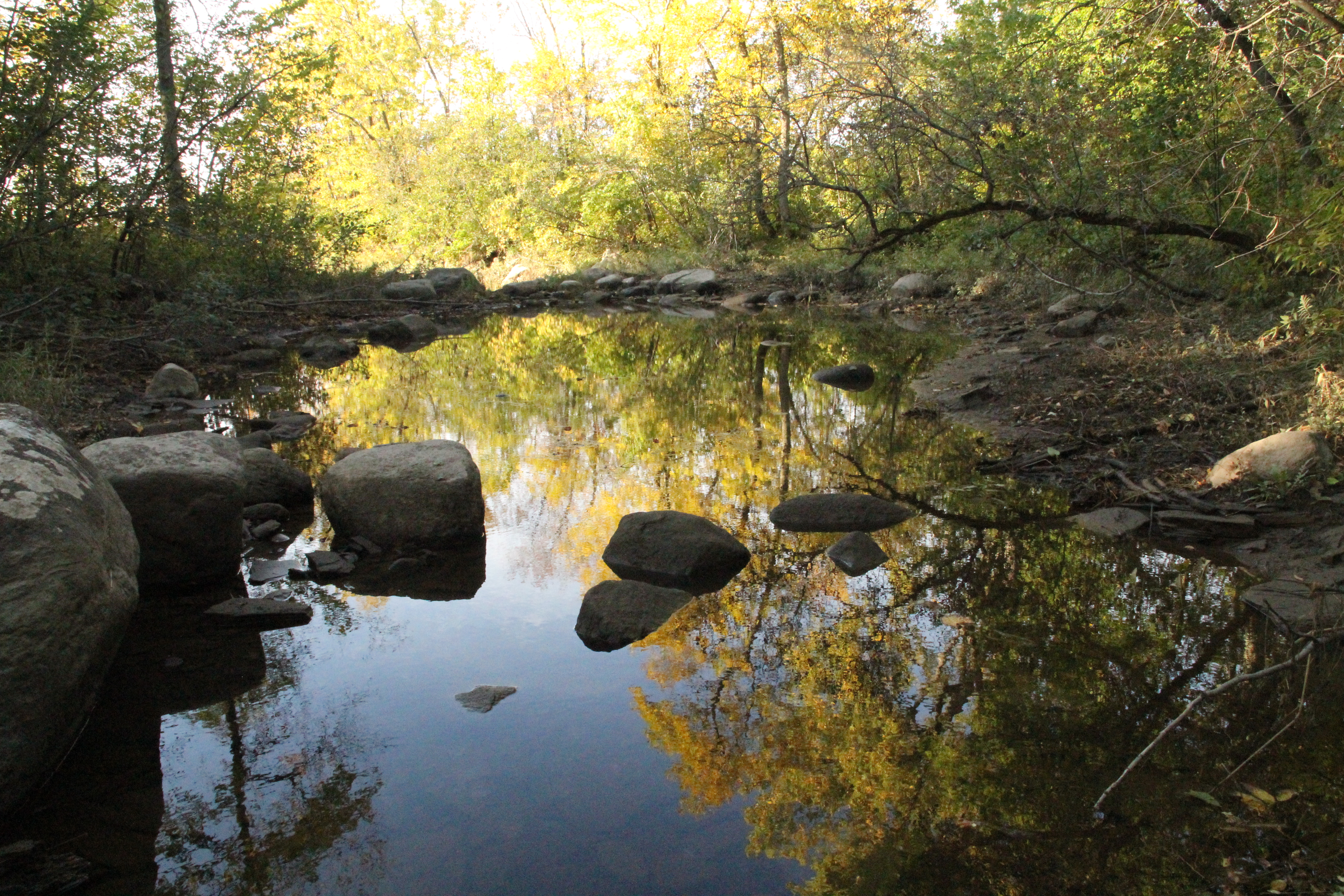
Canal déferrant du Cardinal, la décharge, arrière plage, propriété privée
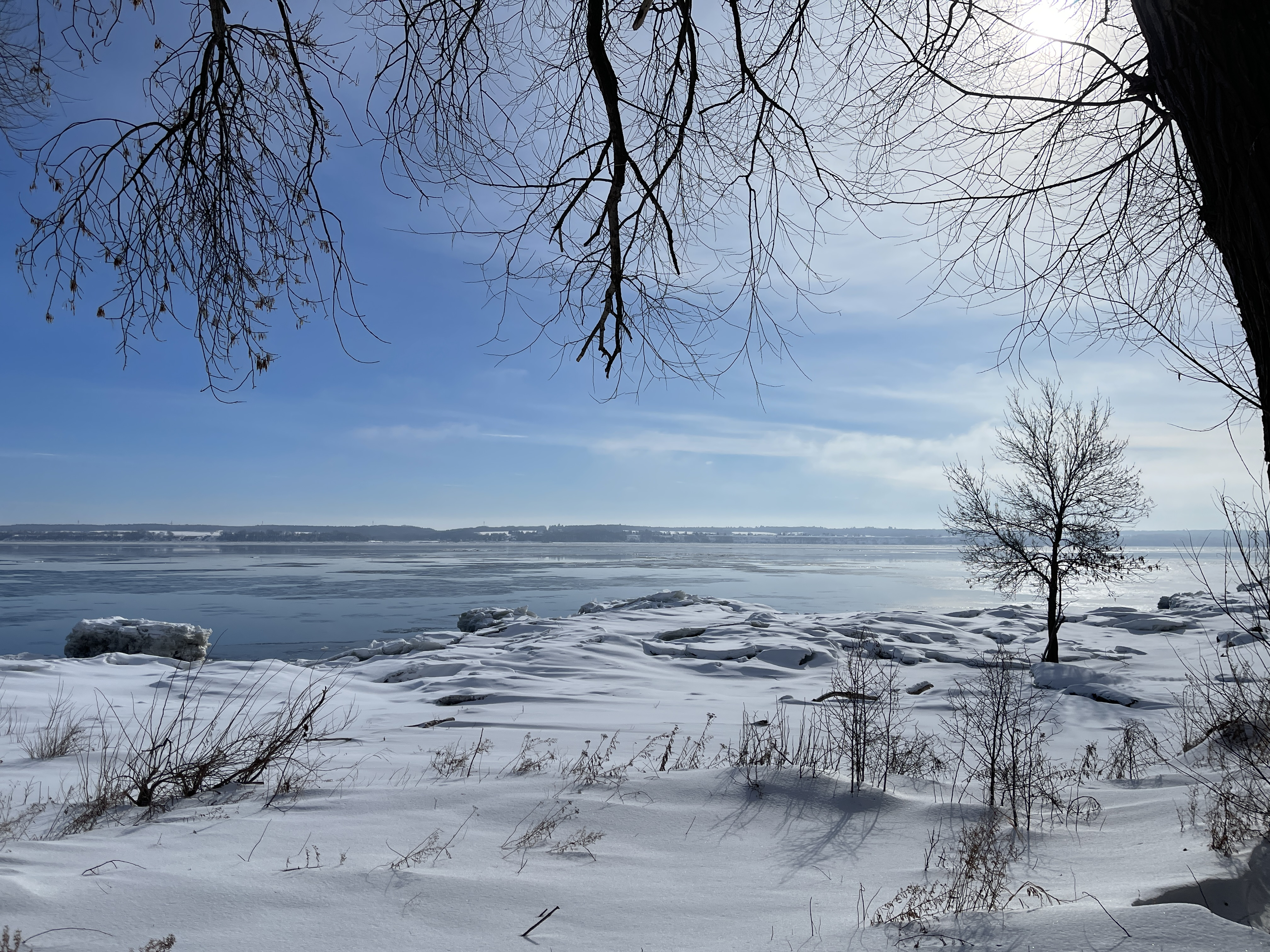
Neige, glace et léger brouillard, chemin des Ancêtres